# 姫咲はな
姫咲 はな（ひめさき はな、1999年5月21日 - ）は、日本のAV女優。ACT所属。

## 略歴
2020年6月9日、SODクリエイトのレーベル「青春時代」の専属女優としてAVデビュー。
2021年より、メーカー専属を離れ企画単体女優となる。
FANZA発表の「2021年上半期女優別アダルトビデオ売り上げランキング」にて第2位を記録。月刊FANZA発表2021年上半期女優別ランキング5位。2021年9月には、『トリプルHAPPYキャンペーン2021』のキャンペーンガール就任。また、月刊FANZA発表「2021年下半期AV女優ランキング」にて9位にランクインした。
2022年にはTikTokフォロワー50万人を突破し、男性以外のファンも多く持つ。
2022年7月、FANZA『乳! 尻! クビレ! CSKキャンペーン2022』キャンペーンガールに就任。同年9月2日、HHHグループによる『トリプルHAPPYキャンペーン2022』のキャンペーンガール就任。
2024年2月12週「FANZA通販フロアランキング」において、出演した『MOODYZファン感謝祭 バコバコバスツアー2024 AV男優発掘＆育成スペシャル!! AV男優を目指す素人16名とAV女優16名の1泊2日大乱交ツアー!』が初登場1位となった。
2024年9月15日、台湾・JKFが共催する日本初となるAV女優のみがモデルを務めるプール撮影会『TREND GIRLS 撮影会 2024』（埼玉県・しらこばと水上公園）に参加し、木下ひまりとともに話題となる。またイベント内で行われた「TREND GIRLSファッションショー」にも参加しランウェイを歩いた。

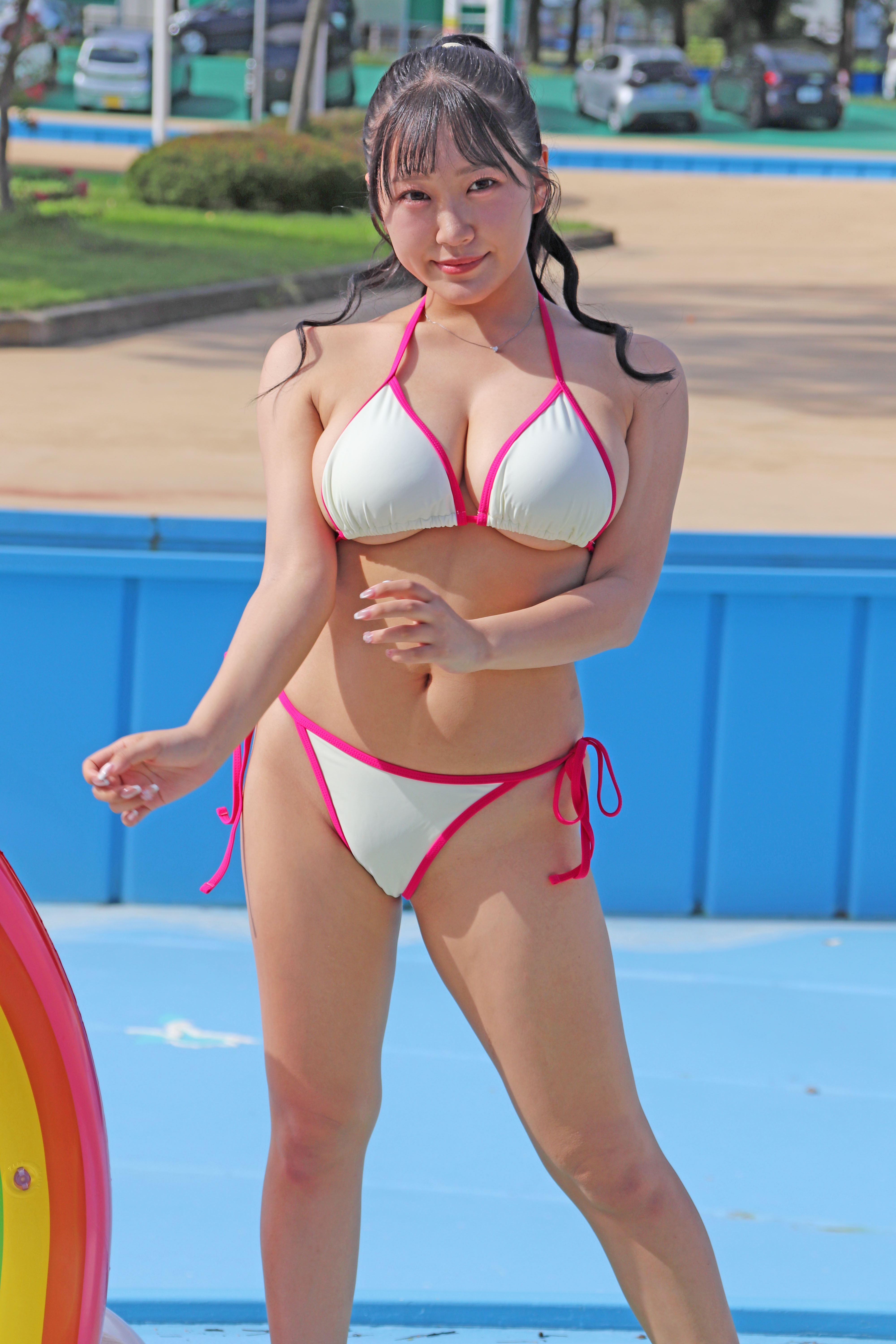
後述のようにオリバにも例えられる特徴的な体型 (2024年撮影)

同年11月4日週「FANZA動画フロア週間ランキング」にて、出演作収録の『【福袋】顔良し体よし! 恥じらい素人からどスケベ社会人まで。ガチの良作ハメ撮りのみを厳選した15作品中出し1050分【個人撮影】』（2024年7月発売、HMN WORKS）が週間ランキング1位に急上昇した。
同年11月18日週「FANZA動画フロアランキング」にて、2023年11月発売の漫画原作作品『オタク友達とのセックスは最高に気持ちいい エロ漫画好きの処女と童貞で初体験したらSEXの気持ち良さにドハマりして、盛ったようにSEXしまくり中出し三昧! 姫咲はな』（無垢）が10位に急浮上した。
2025年1月27日週「FANZA通販フロアランキング」にて、『誰にも言えない隣の人妻の自宅開業エステの秘密 姫咲はな』が第10位にランクイン。また2月24日週「FANZA通販フロアランキング」では、『ナンパした爆乳美女が生意気すぎる絶倫痴女でエロマンガみたいに搾精されてしまった 姫咲はな』（MAXING）が初登場9位ランクイン。
2025年5月26日週「FANZA通販フロアランキング」では『どこか寂しげな昼下がりの団地妻はベランダに赤い下着を干して旦那が留守の合図を出す。 姫咲はな』（LUCY’S）が初登場4位にランクインした。
2025年7月15日、8月より3メーカー専属となったことを報告（この時点では『無垢』だけが判明）。

## 人物
北海道出身。
趣味はショッピング、特技はスポーツ、料理。
高校は女子高で、フィールドホッケー部のキャプテンを務めていた。交際経験はあるが学生時代は処女で過ごす。AV出演を決めたきっかけは、プロのAV男優なら上手く処女喪失してもらえると考えたため。
胸はコンプレックスでもあるが、男性にいいねと褒めてもらえることに嬉しさも感じている。高校生の頃はDかEカップでサラシで潰して部活を行っていた。高校卒業後に15キロ増量したためダイエットをした結果、胸だけが大きなまま残ったのだという。
得意な性技は「片手で手コキしながら、（陰茎の）先っちょの部分を挟むパイズリ」。コツは隙間をなくしてしっかりホールドすること。男性が興奮しそうな淫語をしゃべること。AVライターのさおりは「パイズリにも定評があり、名作の『パイズリスター誕生』では、11人連続でパイズリ挟射させています」と論じた。
AV監督のTODOは胸の大きさ、セックスの表現力、ドラマ作品での演技力の3点がそろっていることから主観VRの申し子、AV界のビスケット・オリバの異名を授け、野球で言えば大谷翔平レベルと業界内での存在を例えている。

## 作品

### アダルトDVD / BD
- こんなにボインでこんなに可愛くて…なのに… ミラクル爆乳Iカップ処女!! 姫咲はなSOD専属 AVデビュー（7月9日、SDAB-132、SODクリエイト）
- この間まで処女だった豊満美少女と昼間っから一日中、ね〜っとりピストンで肉弾性交 姫咲はな（9月10日、SDAB-136、SODクリエイト）
- ね〜っとり舐められ接吻 姫咲はな（10月8日、SDAB-144、SODクリエイト）
- 「学校で初中出し」 最初で最高の校則違反 こんなにボインでこんなに可愛い! ミラクル爆乳Iカップ 姫咲はな（11月12日、SDAB-155、SODクリエイト）
- 連続ナマ中出しできちゃうソープランド学園祭 姫咲はな（12月24日、SDAB-158、SODクリエイト）

- インパクト抜群のIカップ美巨乳、姫パイが激しく揺れるイチャラブSEX 姫咲はな（1月16日、MXGS-1167、MAXING）
- 彼女が家族旅行で一週間留守にしたので彼女の巨乳女友達に中出ししまくりました。 姫咲はな（1月19日、PPPD-899、OPPAI）
- オイルボイン爆乳ぬるぬるJカップエビ反り絶頂! 姫咲はな（1月22日、EKDV-653、クリスタル映像）
- 最高乳 ～Iカップ天然ロリ爆乳の’ヒメパイ’を着衣やオイルで全方位から堪能しておっぱいコンプリート～ 姫咲はな（1月25日、AGAV-047、SEX Agent/妄想族）
- 無類のデカ乳狂いサイコパス肉欲輪姦 姫咲はな（1月25日、AVSA-154、AVS Collector’s）
- マゾ乳中出し 姫咲はな（1月25日、DMDG-050、ゲインコーポレーション）
- 両親が旅行に出かけるというので、巨乳に成長した隣の娘を調教飼育してハメまくった3日間の記録。 姫咲はな（1月25日、HOMA-101、h.m.p DORAMA）
- 完ナマSTYLE@はな Iカップ爆乳女子校生 中出し円光（1月27日、KNAM-032、First Star）※「はな」名義
- 妻不在の5日限定ヤリ放題期間で巨乳連れ子をおっぱい揺らしてイキまくる交尾狂いにしてやった 姫咲はな（2月1日、MIAA-381、MOODYZ）
- 都合の良い俺専用おしゃぶりペット 爆乳の言いなり見習いファーストフード店員編 姫咲はな（2月1日、JUFE-251、Fitch）
- まさか! エロ配信が担任の先生にバレちゃうなんて!! 姫咲はな（2月1日、AMBI-118、プラネットプラス/アンビバレンツ）
- 円女交際 中出しoK18歳 Hカップ爆乳イキすぎ陽気娘  姫咲はな（2月7日、PKPD-129、パコパコ団とゆかいな仲間たち/妄想族）
- 転生したらオナホだった件 爆乳美少女がオナホに生まれ変わってオナサポ無限ループ 姫咲はな（2月7日、MYDD-217、桃太郎映像出版）
- 【美爆乳! 超肉感!】童顔Iカップ制服美少女 姫咲はな（2月13日、APKH-163、オーロラプロジェクト・アネックス）
- 自分の武器（巨乳）を知った娘の友達に誘惑されて… 家族には絶対バレてはいけない年の差ナマ中出し 姫咲はな（2月13日、EBOD-804、E-BODY）
- 店長が不在の三日間バイト先の欲求不満な人妻と時短 & 追撃中出ししまくった卑猥な勤怠記録 姫咲はな（2月13日、MEYD-657、溜池ゴロー）
- スピードアップの極薄水着で透け巨乳誘惑しっぱなし3泊4日水泳合宿 姫咲はな（2月13日、MIAA-392、MOODYZ）
- 「ダメダメ挿ってるよお兄ちゃん! 擦り付けるだけって約束なのに…!」 いつの間にか大人のカラダに成長した妹の巨乳に欲情! 言葉とは裏腹にビショビショになっていく妹のマ○コに素股のままヌルっと生挿入!!（2月19日、DOCP-274、DOC）
- 無防備すぎるスイカップ妻 おっぱい好きの隣人の罠に堕ちて… 姫咲はな（2月19日、AQSH-065、アクアモール/エマニエル）
- 下卑た小父さんたちに輪されるって蕩けちゃう… 私、加齢臭を嗅いだだけで、息が荒くなって濡れてくるんです… 姫咲はな（2月25日、APNS-228、オーロラプロジェクト・アネックス）
- 実家の田舎から僕の所へ勝手に上京してきた三日間 僕（兄）の事が大好き過ぎる妹の誘惑に負けて、何度も、何度も、中出ししてしまった… 姫咲はな（2月25日、CJOD-281、痴女ヘブン）
- 先生、Mでしょ? 姫咲はな（2月27日、EKAI-020、ワープエンタテインメント）
- 向かいの部屋に棲む男から10日間執拗に調教され続けた爆乳レオタード女子○生 姫咲はな（3月1日、JUFE-264、Fitch）
- マリエさんと温泉へ マリエさんとお風呂場で 姫咲はな（3月12日、NITG-001、にーてんご）
- 巨乳の連れ子と濡れ透けSEX IV 姫咲はな（3月13日、NITR-506、クリスタル映像）
- 僕の妹のデカぱいシェアします。姫咲はな（3月19日、BBTU-008、ドグマ）
- はだかの主婦 杉並区在住 姫咲はな (24)（4月1日、HDKA-230、プラネットプラス/裸婦趣向）
- W巨乳奴隷 姫咲はな 小梅えな（4月1日、GVH-215、グローリークエスト）[22]
- 中出しヤリサー合宿 まだキスもしてなかった僕の彼女が某有名私立大学のテニスサークルに寝取られた 姫咲はな（4月7日、MKON-049、かぐや姫Pt/妄想族）
- アイツが買ったゴムのサイズは俺のよりデカかった 姫咲はな（4月13日、MIMK-088、MOODYZ）
- ストレッチレ×プ 絶倫ジムトレーナーの悪罠に震える軟体美少女の爆乳 姫咲はな（4月19日、MVSD-460、エムズビデオグループ）
- 羞恥 春画のデッサンモデルにされる新任女教師! 美術大学を受験する生徒の為に、オメコを剥かれデカマラを挿入される!! 男子校の課外‘射精’授業! 壱ノ巻（4月22日、SVDVD-854、サディスティックヴィレッジ）
- 侵入者 -愛する夫がいるのに性犯罪者に何度もイカされ中出しされた爆乳ボイン妻- 姫咲はな（4月23日、HZGD-186、人妻花園劇場）
- キメセク相部屋バコバコ中出し大乱交 姫咲はな（5月1日、 WAAA-057、ワンズファクトリー）[23]
- パイズリスター誕生 みんなが待ってた爆乳アイドル姫咲はなの即抜きパイズリ（5月1日、GAS-485、シネマユニット・ガス）[7]
- 両親が不在の間、暇なド田舎に預けられた私は近所のオジさんを誘惑して何度も中出しさせた… 姫咲はな（5月1日、MIAA-418、MOODYZ）
- 「おっぱい乗ってますけど…」 超タイプの巨乳義母と入浴セックス 姫咲はな（5月1日、VENX-030、VENUS）
- 長髪射 姫咲はな（5月7日、NEO-759、RADIX）
- あなたの専属おっぱい担当癒され保育園 姫咲はな（5月7日、URKH-005、unfinished）[23]
- お嬢ちゃん、お嬢ちゃん、お嬢ちゃんのカラダは犯罪だよぉ～Iボインな女学生は反則です…。 姫咲はな（5月7日、HZ-007、プラム）
- 堕とされた巨乳若女将 姫咲はな（5月13日、APNS-240、オーロラプロジェクト・アネックス）
- 性欲を持て余す多感症人妻が1ヶ月間禁欲、種無し不感症ED旦那のために高級ホテルへ行き、同じく1ヶ月間精子を溜めた巨チン独身男と濃厚種付SEX 姫咲はな（5月13日、MDTM-724、宇宙企画）
- 成人祝いの飲み会でほろ酔い気分の女友達とたくさんえっちした記録 姫咲はな（5月16日、MXGS-1183、MAXING）
- パイズリ小悪魔系 姫咲はな（5月19日、BBTU-013、ドグマ）
- 巨乳デリヘル 姫咲はな（5月19日、ONSG-035、ゲインコーポレーション）
- 女学生強制種付け温泉旅行 「卒業の為の補習合宿だと思ったのに、死ぬほどイカされてSEX調教されました…」 姫咲はな（5月25日、APAK-193、オーロラプロジェクト・アネックス）
- 仕事の出来ない僕をバカにしている同期の巨乳女子社員とまさかの相部屋に… 童貞だけど酔っ払った勢いで巨根ブチ込んで完全ハメ堕ち服従させた話。 深田えいみ 姫咲はな（5月25日、CAWD-222、Kawaii*）[22]
- 絶対にナマで連射させてくれる連続中出しソープ 姫咲はな（5月25日、HND-994、本中）
- これは残業中に2人きりの社内で巨乳の女部下に毎日ぶっかけセクハラしてたらエスカレートし過ぎて無責任ナマ中出しまでしてしまった記録映像です。（6月1日、LULU-076、LUNATICS）
- Iカップ美巨乳 小悪魔痴女 姫咲はな（6月16日、MXGS-1189、MAXING）
- 縛り拷問覚醒 イキ地獄に堕ちた巨乳令嬢 姫咲はな（6月19日、BDA-141、バミューダ/妄想族）
- 噂のアイドル女子校生は爆乳でおじさんを誘惑する小悪魔痴女 姫咲はな（6月25日、FLAV-272、デジタルアーク）
- キューティー爆乳!! ムッチリートフェラレディ 姫咲はな（6月25日、SSND-05、JAMS）
- 担任教師の僕は生徒の誘惑に負けて放課後ラブホで何度も、何度も、中出ししてしまった… 小梅えな 姫咲はな（7月1日、MIAA-461、MOODYZ）
- いもうとケータリングサービス ～爆乳×3! 甘えんぼ天使ちゃんたち～ 小梅えな 姫咲はな 若宮穂乃（7月7日、YMDD-233、桃太郎映像出版）
- 【完全主観】即尺即ハメOK美少女メイドと排卵日子作りエッチしよっ Vol.001（7月13日、BAZX-296、BAZOOKA）
- 数年ぶりに再会してみたら発育し過ぎていた爆乳のいとこ 姫咲はな（7月15日、GVH-264、グローリークエスト）
- 彼女の妹に愛されすぎてこっそり子作り性活 姫咲はな（7月25日、HMN-022、本中）
- 誘惑する 発情期シスターず 姫咲はな 舞奈みく（7月25日、BHG-039、ゲインコーポレーション）
- 制服緊縛 緊縛お仕置きを欲しがる美爆乳と性癖…。 姫咲はな（7月25日、USBA-030、AVS collector’s）
- 家族旅行で嫁を孕ませてしまった義父（7月25日、NSFS-012、ながえSTYLE）
- デカ尻ボインでムッチムチ♪ 姫咲はな（8月1日、MMKZ-100、MARRION）
- ド淫乱なW爆乳むっちりママが客を喰いまくる逆3Pスナック! 稲場るか 姫咲はな（8月1日、JUNY-040、Fitch）
- 逆セクハラ! 逆レ●プ! 校内で噂の巨乳ビッチ3人組から【乳首・アナル・亀頭】 女子●生ハーレム3点責めで犯された僕（教師）。月野かすみ 稲場るか 姫咲はな（8月13日、EBOD-852、E-BODY）
- ママとワンルーム暮らしでオナニーもできないからって… 隣の性欲強い巨乳娘に脅されて入り浸られて中出し性欲処理にされてます (泣) 姫咲はな（8月13日、MIAA-481、MOODYZ）
- 梱包少女-R18実写版- 姫咲はな（8月13日、MUDR-158、無垢）
- 絶頂が止まらない! Iカップ美巨乳性感ぬるぬるオイルマッサージ 姫咲はな（8月16日、MXGS-1197、MAXING）
- 地味で陰キャな美少女は爆乳子作りOK恵体。巨根先生の専用オナホール。文芸部所属はなちゃん (仮名)（8月19日、ZOCM-001、ゾクゾク娘/妄想族）※「はなちゃん（仮名）」名義
- 「初めてが私で嬉しいですけど緊張しますね…」 笑顔で優しく包み込んでくれる童貞の記憶にも記録にも残る極上のバブみ溢れる筆下ろし体験（8月20日、DOCP-313、DOC）
- 押しに弱くて断り切れない… 軟体Jカップ爆乳のいいなり妻 姫咲はな（8月26日、HBAD-593、ヒビノ）
- 汗とせっくす 地味で巨乳で汗っかきな処女OLさんと嗅覚男子の匂いフェチラブコメ物語。姫咲はな（9月3日、ONEZ-301、ONE MORE）
- 濃交 姫咲はなのリアル中出しセックス（9月7日、XVSR-609、MAX-A）
- 着衣爆乳 ～セクハラカウンセラーはなさん（Iカップ）の体験告白～ 姫咲はな（9月7日、KTB-050、下半身タイガース/妄想族）
- ギリギリ食い込み濃厚中出し性交 姫咲はな（9月16日、MXGS-1200、MAXING）
- タンクトップから横乳ポロリ?! 巨乳娘が引っ越してきて人生変わったwww 稲場るか 姫咲はな（10月8日、UMD-798、LEO）
- 可愛すぎる会社の部下と相部屋ホテルで朝から晩まで、不倫SEXに明け暮れた飲み会終わりの一夜。 姫咲はな（10月12日、MDTM-744、宇宙企画）
- 合理的で絶対権力に屈しない性格の妻が腐った町内会に服従してしまった 姫咲はな（10月19日、MRSS-123、ミセスの素顔/エマニエル）
- 雨に濡れ透けた巨乳の妹に欲情した兄の近親相姦 沙月恵奈 / 姫咲はな / 冨安れおな（10月22日、T28-606、TMA）
- キャンピングカーでエッチしようよ! ～非日常空間で揺れまくるJカップ爆乳と濃厚SEX! 姫咲はな（10月26日、CEMD-074、セレブの友）
- 噂の引っ越し業者は爆乳でプリプリお尻のピタパンお姉さん 姫咲はな（11月1日、NACR-479、プラネットプラス/七狗留）
- ロ●専科 巨乳妹とわいせつ性交する兄の近親相姦映像 はな（11月5日、LOL-202、GLAY'z）※「はな」名義
- なんでも受け入れてくれるスケベなむちむちIcupセフレと生挿入だけを繰り返す休日の2日間。 姫咲はな（11月9日、MDS-897、宇宙企画）
- イッた直後に追撃パイズリして喘ぐオヤジはデカ乳プレスで黙ってろww 姫咲はな 有岡みう（11月16日、EBOD-871、 E-BODY）
- 逆バニー風俗タワー 連続射精・追撃男潮エロ汁搾り取りコース 姫咲はな（11月23日、CJOD-323、痴女ヘブン）
- 社員を誘惑する乳首ビンビン爆乳秘書はやっぱり淫乱なドスケベ痴女 姫咲はな（11月23日、FCDC-138、WEEKENDER）
- 拘束絶頂 ～身動きが取れない状況で痙攣イキするえっちなオマ〇コ 姫咲はな（12月16日、MXGS-1217、MAXING）
- 姫咲はなで、ヌキまくりの480分!（12月28日、APAE-071、オーロラプロジェクト・アネックス）※単体ベスト
- たった7時間2人っきりにしてみたら… 結果、10発セックスしてました。 姫咲はな（12月31日、PED-016、ドリームチケット）

- SUPER FISHEYE FETISHISM 迫力興奮蜜写 エロコス肉感BODY 姫咲はな（1月4日、AVSA-188、AVS collector’s）
- オイルマニア 姫咲はな（1月5日、NACR-494、プラネットプラス/七狗留）
- 隣の変態大家におっぱいを揉まれ毎日犯されてます 姫咲はな（1月11日、URKK-051、unfinished）
- ノーカットセレクション新スーパースター降臨 姫咲はな8時間BEST（1月11日、MDTM-754、宇宙企画）※単体ベスト
- 男の乳首は感じる為だけにある! 姫咲はな（1月13日、NEO-770、RADIX）
- アナルのシワの数までハッキリわかる! ノーモザイク連続絶頂アナル見せオナニー 8（1月27日、IENF-190、アイエナジー）
- 姫咲はな SPECIAL BEST 3時間（1月28日、30ID-003、TMA）※単体ベスト
- なにかと姉と妹に乳挟みにされて困っています。水原みその 姫咲はな（2月1日、CAWD-338、kawaii*）
- 潜入!! 噂のリンパマッサージ店 10 「裏オプション、いかがなさいますか?」（2月10日、UMD-813、LEO）
- 乳首舐めベロちゅう手コキ 2（2月15日、OVG-192、グローリークエスト）
- 会員制お手伝いさん ～予約で3ヶ月待ちの超巨乳家政婦を指名したら… 姫咲はな（2月16日、MXGS-1227、MAXING）
- 黒人家庭教師NTR 巨乳にフル勃起した極太マラ。 姫咲はな（2月22日、DASD-972、ダスッ!）
- 人妻の浮気心 姫咲はな（3月1日、SOAV-086、人妻援護会/エマニエル）
- セルフ乳首舐めオナニー（3月1日、OVG-193、グローリークエスト）
- 風呂場でオナニー中にまさか全裸姿の妹が乱入!? 禁断の家庭内兄妹中出し近親相姦（3月5日、IMO-012、GLAY'z）
- 危険日直撃!! 子作りできるソープランド36 姫咲はな（3月10日、MIST-365、Mr.michiru）
- 輪姦計画 巨乳秘書編 姫咲はな（4月5日、SHKD-993、アタッカーズ）
- 30th Anniversary project MAX GIRLS 2022 Vol.1 AIKA / 深田結梨 / 姫咲はな（4月5日、XVSR-646、MAX-A）
- 素人ナンパ 女子校生 中出し春祭り全編新作撮りおろし! 素人ナンパシリーズを少しずつお試し（4月7日、IENF-205、アイエナジー）
- いつでも中出しさせてくれる僕だけの女子●生アイドル 姫咲はな（4月12日、MDTE-028、宇宙企画）
- 誰も助けてくれない巨乳美人OLが狙われた冷酷無比レ●プ 姫咲はな（4月16日、MXGS-1234ら、MAXING）
- 乳首ビンビンで痴女ッてくれるスナック爆乳娘 柔乳密着アフター中出し接客 姫咲はな 有岡みう（4月19日、MIAA-620、MOODYZ）
- 角オナニー 擦り付けたら止まらない 6 12人（4月19日、KAGP-224、かぐや姫Pt/妄想族）
- 私のオッパイはお兄ちゃんのもの（4月21日、IENF-202、アイエナジー）
- 図書館で声も出せず糸引くほど愛液が溢れ出す敏感娘 26 リモバイ貞操帯（4月21日、NHDTB-654、ナチュラルハイ）
- 真面目な同僚に媚薬を飲ませ早退させて… 帰宅途中に連れ込まれイキ壊れるほど何度も中出しされた巨乳女（4月21日、NHDTB-655、ナチュラルハイ）
- 爆乳娘二人とまさかの相部屋 オトナになっていた姪っ子二人のおっぱいブルルン激しく揺れる汗だく騎乗位で交互に、何度も、中出しさせられた僕 姫咲はな 有岡みう（4月26日、CJOD-344、痴女ヘブン）
- 魅惑のハプニングバー 姫咲はな（4月27日、GHAP-005、MERCURY）
- 絶対巨乳主義 姫咲はな（5月3日、XVSR-650、MAX-A）
- ド田舎で退屈した地味メガネ巨乳密着おっぱいハーレムデカ乳娘に囲まれ! 挟まれ! 中出しさせられた夏休み 有岡みう 稲場るか 佐知子 姫咲はな（5月3日、MIRD-216、MOODYZ）
- しくまれた媚薬痩身エステ 5 施術師が怪しいので警戒していたが、秘かに盛られた媚薬でまんまと快楽堕ち!!（5月12日、UMD-826、LEO）
- 姫咲はなの爆乳劇場 Icup! 102cm（5月20日、MARA-064、プラネットプラス/マラカス）
- 最強属性 56 姫咲はな（5月27日、CPDE-056、最強属性）
- 彼女のおっぱいモミモミ同棲性活 姫咲はな（6月7日、XVSR-655、MAX-A）
- 羞恥! おっぱいや膣穴尻穴までも視姦された私… 日給8万円だけど制服が逆バニーなファミレスアルバイト! 姫咲はな 夏希まろん（6月9日、SVDVD-925、サディスティックヴィレッジ）
- 終電ないならうちきなよ? 酔った親友の彼女を寝取ってハメまくった 姫咲はな（6月16日、MMXGS-1243、MAXING）
- ゆさゆさ爆乳とあまあま声で 脳とろハメシコおねだり! 卑猥語女 姫咲はな（6月21日、MMYM-056、MARRION）
- ラブホお泊り女子会デカ乳逆バニーハーレム 全裸よりエロい格好をしたコスプレサークルの同期たちに朝が来るまで寝ずに9回射精させられ続けたカメコの僕 姫咲はな 水原みその 神坂朋子（6月21日、EBOD-916、E-BODY）
- ウソの企画で呼び出した巨乳美女姫咲はなに即ハメ即尺SEX（7月16日、MXGS-1252、MAXING）
- 風紀委員とフーゾク活動 実写版 FANZA同人でシリーズ累計9万DL数コミックを初映像化!! 姫咲はな（7月19日、EBOD-927、E-BODY）
- むちむちフィットネス痴女 姫咲はな 高橋りほ（7月19日、KYMI-024、ミル）
- 完全主観で楽しむ姫咲はなとの新婚生活（7月20日、EMOT-022、プラネットプラス/ エモーション）[20]
- コートの中は裸で調教されに来る極上M女 姫咲はな（7月26日、ILLE-020、ILLEGAL/妄想族）
- 全裸メンズエステ 代官山店（7月26日、AGMX-132、SEX Agent/妄想族）
- 入院生活が長すぎて無防備な新人ナースのぱつぱつスケパン尻で毎日勃起してしまう僕（8月4日、UMD-836、LEO）
- 強制スワッピング & 種付け輪姦 輩達からの凌辱の果て、孕まされた2人の巨乳若妻 お腹の子の種は友達の旦那の....?  乙アリス 姫咲はな（8月9日、APNS-295、オーロラプロジェクト・アネックス）
- おっぱい道 姫咲はな（8月25日、WO-005、WildOne）
- わいせつ医師の高速ナブリ揉み触診に（内心は感じてしまって…）生々しい吐息を荒げる発育おっぱい女子○生（8月25日、NHDTB-703、ナチュラルハイ）
- 俺の娘が姉のように慕う隣に住む巨乳女子大生を犯して性処理玩具にした日々。 姫咲はな（9月6日、ATID-531、アタッカーズ）
- 「Iカップ」インストラクター 誘惑パーソナルトレーニング 姫咲はな（9月6日、XVSR-671、MAX-A）
- HYPER FETISH ハイレグいやらしクィーン 姫咲はな（9月6日、FLAV-305、デジタルアーク）
- SUPER FISHEYE FETISHISM 迫力興奮蜜写 デカ乳 & デカ尻ムチムチW肉感どすけべBODY 姫咲はな 小梅えな（9月13日、AVSA-215、AVS collector’s）
- 欲求不満妻の温泉逆ナンパ! むっちり爆乳サンドイッチSEX 姫咲はな 葉月美音（9月20日、JUNY-077、Fitch）
- むっちり爆乳な制服美少女の放課後中出しアルバイト 姫咲はな（10月18日、JUNY-080、Fitch）
- 追撃の達人 一回の射精で終わると思ったら大間違いなんだから… 姫咲はな（10月25日、MADV-524、クリスタル映像）
- 【悲報】このあとこの巨乳ちゃんたちがマッサージ師のおじさん達に美味しくいただかれるっ!! 3（11月15日、UMD-850、LEO）
- 木馬拷問 02  股を裂かれた12人の女（11月17日、PHD-034、バミューダ）
- 泡姫桃源郷 生中出し出来る神乳Iカップご奉仕ソープ嬢 姫咲はな（12月6日、XVSR-684、MAX-A）
- うちの息子は性欲モンスター アマゾネス級のデカ乳に何度射精させても収まらない勃起 姫咲はな（12月13日、DASS-091、ダスッ!）
- 3人のむっちり爆乳女優とヤリまくる夢の肉感漫画コラボ! 転職したら女ばかりでイキ地獄 姫咲はな 小梅えな 美波もも（12月20日、NIMA-014、Fitch）

- ラブラブカップル同士が互いのパートナーを交換するスワッピングゲームに挑戦!! 相手の彼女 & 彼氏をより多くイカせたら賞金100万円!? 勝利の為にエグイほどのエロスキル発動ww 賞金の為に恋人の目の前で他人と生挿入中出しSEX!? 3（1月13日、SKMJ-355、赤面女子）
- 超優良、リピート確実! Iカップ美巨乳で可愛い姫咲はなちゃんがおもてなすSpecial風俗♡（1月16日、MXGS-1275、MAXING）
- 極上の美巨乳ボディ × 大量ローションで絶頂必至!! エゲつないぬるテカ肉感デリヘル（1月24日、MDBK-277、BAZOOKA）
- 街角検証ナンパ 都市伝説 巨乳編 Episode1 feat.FALENO TUBE（1月26日、FTHTD-014、FALENO TUBE）
- 超爆乳! ヌルヌルねっとり濃厚SEX12プレイパイズリ中出し 姫咲はな（2月7日、XVSR-693、MAX-A）
- THEドキュメント 本能丸出しでする絶頂SEX 意識ぶっ飛ぶまでハメまくる爆乳Iカップ欲求不満妻 姫咲はな（2月7日、BIJN-237、美人魔女/エマニエル）
- 中出しブルマん娘 はな（2月23日、FGAN-079、フェチ眼）※「はな」名義
- 出張ソープ中出しぬるぬる9本番!!（2月27日、GOGO-015、MERCURY）
- 夫が入院中に義父の子供を妊娠した爆乳妻 姫咲はな（2月28日、SAN-098、マザー）
- 美少女ヌード観察50人（2月28日、UMSO-491、UMANAMI）
- 淫語乳首責めしながらM男をイジメるIカップ爆乳美女にみっちり痴女られたい 姫咲はな（3月7日、XVSR-697、MAX-A）
- 文京区にある女教師が通う整体セラピー治療院 35（3月7日、CLUB-801、変態紳士倶楽部）
- 「見せてあげようか? じゃ～ん! 残念! 乳首は見せません! www」泡風呂でおっぱいギリ見せ! 大人の女性に成長した姪っ子三姉妹が泡風呂で大ハシャギ 大人のボクをからかうのでお仕置き中出し夜這い!（3月14日、HUNTB-501、Hunter）
- 噂の種搾り爆乳ナース ―悶絶スケベ病棟・密着24時― 強制連射! 中出し診察! 追撃男潮! 秘密のエロ看護 はなさん (仮)（3月21日、MIAA-799、MOODYZ）※「はなさん（仮）」名義
- 女上司2人と社宅で宅飲み。ホロ酔いでラフな部屋着にノーブラ巨乳サンドウィッチで命令されながら朝まで服従中出し（3月21日、PPPE-109、OPPAI）
- 超密着接写 軟体爆乳豊満ハメ狂い 姫咲はな（3月28日、AVSA-239、AVS collector’s）
- お嬢様学校の文化祭の模擬店はメンズリフレ! お触りどころかフェラや生中出しまで全オプション無料! 所作も言葉遣いもお上品すぎる現役お嬢様たちが、この日のためだけに鍛え上げたお下品ドスケベテクニックで身も心も、もちろんキンタマもすっきりするまで抜いていただきました!（3月28日、HUNTB-525、Hunter）
- 上司の前で・・私の妻がヌードモデルになりました。6 姫咲はな（4月11日、NSFS-175、ながえSTYLE）
- 僕が考えた最強ヒロインは種付けオジサンなんかに敗けない 姫咲はな（4月20日、VOTAN-004、BOTAN）
- 立場逆転! 復讐の調教ドレナージュ 脱サラして開業した女性専用エステにパワハラ女上司がやって来たので、快楽堕ちさせ爆乳を貪ってメロメロにして屈服中出し 姫咲はな（4月20日、FMDL-002、FAVE MODEs）[24]
- 鬼畜整体師の終わらない監禁絶頂快楽媚薬マッサージ 姫咲はな（5月2日、XVSR-704、MAX-A）
- 爆乳爆尻 身動き奪って淫語サンドビッ痴プレス! メガトンM性感ハーレム 永井マリア 姫咲はな（5月2日、MIAA-815、MOODYZ）
- 『ダメダメ… 挿っちゃいそうだよ… 挿れようとしてないよね?』 絶倫童貞のボクが気の弱い巨乳義妹に頼んで素股してもらったらズボッと生挿入 & 生中出し! 突然出来た義理の妹は超巨乳! しかも気が弱くてセクハラしても怒らない! 童貞のボクはどうしてもエッチがしたい! だからヤラセてくれそうな義理妹に禁断の一言! 「エッチさせて」とお願いしたら流石にダメ…! 「じゃ～擦りつけるだけでも…」と食い下がったら素股させてくれることに!（5月9日、HUNTB-553、Hunter）
- 人をダメにするぷるるんおっぱい? 神巨乳マシュマロ風味 姫咲はな神が与えしぽちゃパイにスケ水着やマイクロビキニ等を着せ、トロけ出す巨乳を接写や騎乗位で揺れを楽しみパイズリ等を楽しんで気持ちいい女体を堪能するAV（5月11日、OKP-108、親父の個撮）
- 大開脚でアナル舐めさせ軟体けつめどWチアガール ～励まし肛門で痴女られる学生性活～ 姫咲はな 美園和花（5月16日、MIAA-847、MOODYZ）
- アナウンサー志望の名門校女子大生限定! 「女子アナはどんな状況下でも原稿を読めるはず!!」 固定バイブ淫語ニュース超過激リポート 2 イタズラ妨害に屈せず原稿読み終えたら100万円! 途中で断念したら即ハメ中出し罰ゲーム!（5月16日、HJMO-608、はじめ企画）
- UNION 姫咲はな COLLECTION（5月16日、MXSPS-690、MAXING）※単体ベスト
- ミッションチャレンジ! ガチで! 制限時間に発射できなかったら即退場 (OUT!) 姫咲はなのパイズリ10連発!（5月23日、BHG-049、ゲインコーポレーション）
- 女子●生の妹に中出しレ●プする鬼畜兄の投稿映像4時間（6月5日、BUR-606、GLAY'z）
- 美脚キャビンアテンダントだけを狙う大手航空会社専門 追撃ピストンマッサージ 3（6月6日、CLUB-807、変態紳士倶楽部）
- 拘束スローピストン騎乗位レイプ ～大好きな義父の自由を奪い無理やり中出しさせてNTR欲を満たす小悪魔J○～（6月22日、NHDTB-787、ナチュラルハイ）
- 欲求不満の美巨乳尻妻が男達を喰い犯す性欲モンスター肉感ボディ淫乱M妻 マゾ痴女の性癖と肉体を持つ奥様が責められイキまくる 姫咲はな（6月27日、JYMA-036、熟女はつらいよ/熟女卍）
- 絶対バレずに時間停止10 姫先はな（7月1日、KV-254、FS.KnightsVisual）※「姫先はな」名義
- ノーブラで家をうろつく爆乳連れ子3姉妹を説教したら… 密着度300%ムチムチ包囲でヤリ返されてしまった… 立場逆転中出しハーレム 姫咲はな 水原みその 菊池まや（7月4日、MIRD-230、MOODYZ）
- 淫語 × 誘惑 完全主観の人気作実写化! 【原作】みつどうえ 音声形式で教え子と甘々えっち（7月4日、MIMK-128、MOODYZ）
- カフェ娘連鎖痴漢 5 営業中の店内でイキ堕ちた言いなり店員を利用する数珠つなぎ痴漢計画（7月6日、NHDTB-748、ナチュラルハイ）
- ハーレムは彼女の匂い汗と性の匂いが充満する世界。原作 鳳まひろ シリーズ累計10万部超えの人気作実写版! 小花のん 美園和花 姫咲はな（7月18日、MIMK-129、MOODYZ）
- デカパイ緊縛強姦（7月28日、WALU-008、ワルハラ）
- 街角検証ナンパ 都市伝説 巨乳編 The Final Episode feat.FALENOTUBE（8月10日、FTHTD-026、FALENO TUBE）
- どエロい身体に発育した無知な妹に間違った性教育を教え込んだら興味津々でボクのチンチンを触りだし「これ挿れていい?」近親相姦の知識がないが故に生ハメ中出ししちゃってるのに気付かず杭打ちピストン…! 抜かずの騎乗位プレス3連射…!!「もう中に射精してるって!」（8月10日、MFT-007、.WorKs/ FALENO TUBE）
- 誘惑ご奉仕ドスケベメイドは発情マゾ痴女ビッチ ご主人様専属エロカワ爆乳小悪魔痴女 姫咲はな（8月15日、FLAV-332、デジタルアーク）
- 新生活は欲求不満の爆乳人妻に日替わりで誘惑される毎日ヤリまくりマンション 吉根ゆりあ 水原みその 姫咲はな（8月22日、MKMP-522、Million）
- 僕にハーレムセフレができた理由 2 ～弄んでくれるセフレギャルから【オナ禁】指令～ -実写版- 美園和花 水原みその 姫咲はな 宝田もなみ（8月22日、HUNTB-634、Hunter）
- 「ちゃんと洗わなきゃダメだよ!」 ボクの事をいつまでも子供扱いする年の離れた従姉がボクの包茎チ○ポの皮を剥いて優しく入念に洗おうとする!!（8月22日、HUNTB-654、Hunter）
- 満員バスで背後から制服越しにねっとり乳揉み痴漢され腰をクネらせ感じまくる巨乳女子○生 19（8月24日、NHDTB-810、ナチュラルハイ）
- 黒人の極太チ○ポで美少女マ○コ破壊!!（8月25日、WALU-009、ワルハラ）
- W爆乳セラピストたちに勃起見せつけ→即裏オプ→逆3Pで何度も中出し (体験談)（9月5日、DVMM-013、DEEP'S）
- 爆乳一一〇cm【大っ嫌いなおじさんチ●ポ連続挿入 & 大量ザーメン漬けでトランス絶頂ぶっ壊れる】 奇跡ボディ18歳レイヤー全身性感帯のドM覚醒 【ガチ6Pパイズリ大乱交】エンドレスSEX調教 豪華2本立て3時間超えスペシャル（9月12日、TNOZ-027、全日本カメコ協同組合/妄想族）※「ルビィ（18）」名義
- 巨乳人妻によるギンギンの童貞君を優しく筆おろし 「本当に私でいいのかしら?」 4（9月22日、BANK-143、ま○こ銀行）
- おっぱい丸出しで連続ヌキしてくれるむっちりボインの巨乳逆バニーデリヘル（9月26日、MDBK-302、BAZOOKA）
- 縄からこぼれ落ちるほど肉感縛乳女子 姫咲はな（10月10日、DASS-235、ダスッ!）
- 限界突破! 媚薬で意識がぶっ飛ぶほどイカされまくる最高潮キメセクFUCK 姫咲はな（10月16日、MXGS-1306、MAXING）
- 吸引力抜群のザーメン姉さんたちヌキテクで昇天!! 最強痴女Wフェラ & W手コキの極!!（11月9日、UMD-894、LEO）
- リピート率120%! 都内某所の爆乳専門ピンサロ店では表向きは本番禁止なのに一日一組限定でハーレム生挿入OKサービスが存在するとの噂が!? これは本当なのか徹底検証!!（11月14日、SCOP-826、SCOOP）
- オタク友達とのセックスは最高に気持ちいい エロ漫画好きの処女と童貞で初体験したらSEXの気持ち良さにドハマりして、盛ったようにSEXしまくり中出し三昧! 姫咲はな（11月21日、MUDR-235、無垢）
- 夫の上司の昇進祝賀会でヤラれまくる NTR人妻ホームパーティー 酔った美巨乳尻妻がドスケベ全開で乱れまくり 姫咲はな（11月21日、KAM-160、カルマ）
- 風呂場で性的な誘惑をしてくる妹との近親相姦わいせつ映像（11月21日、SUJI-209、姦乱者/妄想族）
- 極上おっぱい超密着 中出しOK発射無制限 爆乳ハーレム風俗ランド 田中ねね 姫咲はな 美園和花 吉根ゆりあ（12月5日、MIRD-233、MOODYZ）
- 巨乳女子大生が挑戦! 【令和最新版】振動マシン連動【超強力】固定バイブモデル! 威力16倍の激烈W振動に我慢できるはずもなくマン汁ダダ漏れ痙攣イキ!（12月19日、DVMM-046、DEEP'S）
- ご主人様を甘々ねっちょり癒してあげる むにむにおっぱい密着させて激カワメイドが足の先から頭まで超全身舐め神奉仕中出しハーレム 姫咲はな 美園和花 弥生みづき（12月26日、HMN-535、本中）
- 神乳泡姫 パイズリ & 中出し発射無制限! 泡まみれでイチャイチャご奉仕ソープ 吉根ゆりあ / 姫咲はな / 菊池まや（12月26日、MDBK-316、BAZOOKA）
- 悶絶くすぐり地獄 04（12月28日、PHD-047、バミューダ）

- 爆乳OLラッキースケベで欲情セックス 姫咲はな（2月6日、XVSR-743、MAX-A）
- -実写版- 彼女の妹が巨乳ミニスカJ●で小悪魔系 原作:アオヒモファミリア 累計40万部超えシリーズ映像化!（2月6日、MIMK-148、MOODYZ）
- MM号特別編 爆乳AV女優が素人男性を逆ナンパ! 青空トリプル爆乳エステでご奉仕フルコース & 逆4Pハーレム中出し天国へご招待! inザ・マジックミラー（2月9日、DVMM-064、DEEP'S）
- 出会いがいきなりタオル一枚混浴温泉!? 失恋したばかりの男女を温泉でマッチング! 初対面で密着混浴 & お互いの体を洗いあいっこ! 身も心も曝け出した男女に愛は芽生えて生セックスしちゃうのか!?（2月9日、SKMJ-476、赤面女子）
- まるっと! 姫咲はな（3月5日、ZMAR-107、プラネットプラス）※単体ベスト
- ポッチンヨガインストラクター総勢17人大胆なポーズで胸チラ横チラ谷間チラっ!!（3月7日、UMD-908、LEO）
- MOODYZファン感謝祭 バコバコバスツアー2024 AV男優発掘 & 育成スペシャル!! AV男優を目指す素人16名とAV女優16名の1泊2日大乱交ツアー!（4月2日、MIRD-237 (DVD)、9MIRD-237 (BD)、MOODYZ）※BD版は4月16日発売。
- 万引き少女A 2（4月4日、STSK-117、素人39）
- 街ボイン性欲暴走絶倫集団眠剤媚薬レ×プ 街で見かけた爆乳ロックオン自宅侵入眠姦作戦（4月16日、PPPE-211、OPPAI）
- 宝クジに当選した僕は爆乳おっぱい風俗嬢オトナ買い 24時間貸し切りお泊り中出しデートふわトロ乳が360度挟み込むパイ包みご奉仕で21発ぶっこ抜かれハーレム 夕美しおん 吉根ゆりあ 姫咲はな 田中ねね（4月23日、CJOD-422、痴女ヘブン）
- モーターショーで車より輝くレースクイーンの皆さん!! 「童貞カメラマンのモデルになってくれませんか?」 ナイスボディを撮影中にフル勃起しちゃってうまく撮れない童貞君に肉食系RQはムラムラ…ww 「エッチしてみる?」 祝 筆おろし暴発中出し連発SP（5月10日、SKMJ-506、赤面女子）
- 継母は昔いじめっ子だった同級生 姫咲はな（5月28日、SAN-243、マザー）
- 中年男の性欲ドキュメンタル 堕ちた美巨乳妻とオヤジの汗だく性交 一日中ヤラれ放題のドM奥様 姫咲はな（5月28日、JYMA-057、熟女はつらいよ/熟女卍）
- 極上テクは心を癒やし精子を搾り出す! 超人気回春メンズエステ 姫咲はな（6月5日、NACR-813、プラネットプラス/七狗留）
- 頑なに乳首を隠す巨乳女子の両手が感じてノーガードになるまでオイル揉みしまくれ!（6月6日、NHDTB-898、ナチュラルハイ）
- パイズリ逆バニー 姫咲はな（6月18日、BBTU-081、ドグマ）
- 卒業の危うい巨乳女子○生の乳首を完全開発 チクハラ教師にチクビだけで何度も何度もイカされる乳首イキ凌辱（6月25日、REAL-853、REAL）
- 非モテでも深夜の歌舞伎町で男女ペアなら終電後、暇してそうな女子を酔わせてお持ち帰りできる! すんごいおっぱいしたアニメ声で人気のホス狂コンカフェ嬢 ※推してる人、鬱勃起注意!（7月2日、NPJS-052、ナンパJAPAN）
- 働くカワイイ看板娘の皆さん!! 「仕事の合間に筆下ろししてくれませんか!?」 2休憩中に童貞くんの悩みを聞いてると母性本能くすぐられ膣がキュンキュン赤面発情（＾＾；）「私が… 初めてじゃダメかな」 ミラクル展開ww 勤務中に童貞卒業ナマハメ連続中出しセックスSP（7月12日、SKMJ-525、赤面女子）
- 逆バニー風俗 中出しOK 連続射精! 追撃男潮! 無制限射精コース 姫咲はな 有岡みう（7月23日、CJOD-430、痴女ヘブン）
- 爆乳清掃員とトイレで2人きり! 作業着から飛びだす凄いおっぱいに即勃起!! コソコソせんずりがバレて怒られると思ったら挑発されてヤられた（7月25日、DANDY-928、DANDY）
- 帰省中に再会した幼馴染の爆乳が魅力的すぎて無制限にヤリまくった! 姫咲はな（8月5日、NACR-835、プラネットプラス/七狗留）
- 残業中、経理の隠れヤリマン巨乳女子社員の無自覚おっぱい挑発に我慢できず勃起デカチン擦りつけセクハラしたら射精しても止めない追撃男潮パイズリで返り討ちにあった。 姫咲はな（8月6日、LULU-323、LUNATICS）
- ターゲットはCAママさん! ちびっこセクハラ痴漢隊 オマ○コハイジャック編（8月8日、RCTD-602、ROCKET）
- 神乳メイドランジェリーの出張ヘルパーが性的ご奉仕致します 姫咲はな（8月13日、TPIN-081、椿鳳院）
- そだての乳母はぼくのもの 姫咲はな（8月20日、MUKC-065、無垢）
- 爆乳甘サドメスイキM男ホイホイ 姫咲はな（8月20日、BBTU-085、ドグマ）
- 浮気現場やオナニーを覗かれて 大嫌いなセクハラ義父に死ぬほどイカされてしまう美巨乳嫁 欲求不満の肉体を老練なテクで何度も… 姫咲はな（8月20日、KAM-213、カルマ）
- 巨乳デリヘル ダブル‘Icup’キャスト 清純系‘痴女’美少女 姫咲はな 岡本莉里（8月20日、ONSG-083、ゲインコーポレーション）
- 爆ヌキ鬼どぴゅパネェ性欲えげつねー卑猥女に唾液にゅっるにゅるでメスサド誘惑されたらもうわしゃオシマイや! いっぱいローションぬ～るぬる! トランス性交 姫咲はな（8月27日、DASS-462、ダスッ!）
- ママ友に誘われたマッチングアプリで、‘推しの年下’を一緒に甘く飼い慣らす。 日下部加奈 姫咲はな（8月27日、JUQ-855、マドンナ）
- たっぷり巨乳とむっちり巨尻のマイクロビキニボインたちに囲まれ、挟まれるもっちもち肉感パラダイスSPA 水原みその 姫咲はな 流川莉央（8月27日、MKMP-572、Million）
- 排卵マッサージ!! 妊活中の巨乳人妻が利用する派遣マッサージでポルチオ愛撫した後に行われる卵子略奪孕ませ確定中出しSEX（8月27日、SCOP-847、SCOOP）
- 町おこしPR動画におっとりエロ爆乳若妻を出演させたらどうやってもAVになっちゃう説 姫咲はな（9月3日、DVEH-036、DEEP'S）
- 1R（ワンルーム）逆3P 上京してきた無防備すぎる妹2人と都会のメチャ狭ワンルームで爆乳密着共同生活 水原みその 姫咲はな（9月3日、DVMM-140、DEEP'S）
- いちゃはこっ! 美巨乳ガチエロ美女イチャラブ SSS級スタイルの敏感乳首 りか & メガトン級爆乳変態美女 はな（9月6日、ICHK-037、SUKESUKE）
- 至極の南国メンズエステ 男を極限まで焦らして快楽デトックスさせる痴女エステ嬢（9月10日、MDBK-340、BAZOOKA）
- 「誰か来ちゃうって～ここで舐めるのww」 ドキドキプレイにムラムラ発情! 超スリリング露出フェラチオ（/ω￥）屋外で精子ヌキまくる変態素人娘10人（9月13日、HRSM-064、ハラスメント）
- 湯船で水に浮く爆乳! 姫咲はな240分（9月17日、SAN-276、マザー）
- MOODYZファン感謝祭バコバコバスツアー2024完全版 バコバス7時間50分 + うらバコ4時間 + 未公開シーン収録13時間（9月17日、MIRD-239 (DVD)、9MIRD-239 (BD)、MOODYZ）
- 久しぶりに帰省したら、幼馴染の姉妹はひきこもり喪女ニート 僕の生チ○ポに発情! エロアニメをマネして乳首ビンビンにしながらW爆乳ぶるるん激揺らし交互に中出しブッコ抜かれた… 姫咲はな 夕美しおん（9月24日、CJOD-434、痴女ヘブン）
- 原作:ビフィダス 交わりの宿 雑誌掲載時にアンケート1位独走 & 電子書籍で記録的売り上げを叩き出した超人気作を忠実実写化!! 愛弓りょう 姫咲はな（9月24日、URE-115 (DVD)、9URE-115 (BD)、マドンナ）
- 一般男女モニタリングAV ラブラブカップル限定 影絵に挑戦! ドキドキ寝取られシルエットクイズ! 3 布越しに彼氏に見られているのに女子大生がデカチンSEXで生中出し!（10月1日、DVMM-150、DEEP'S）
- のぞき教員の弱みを握り言いなり赤ちゃんプレイで連続バブ射精させる母性強めの性欲女子（10月10日、NHDTB-980、ナチュラルハイ）
- 月刊人妻女子専科エロカリ あんたのカラダは犯罪だ!!! 第41号（10月10日、EK-041、プラム）
- 全裸男性写り込み写真流出NTR SNSで人気の神乳マスクコスプレイヤーの彼女がゲスカメラマンに生ハメ中出しで寝取られてたなんて… 姫咲はな（10月15日、MIAB-350、MOODYZ）
- 最高にヌける激かわ制服美少女とハメまくりイチャラブSEX 精子出しきるまでパコる超濃厚種付け 美少女2名。大量中出し、ハメ撮り、フェラ顔もイキ顔も最高（10月15日、MUCD-311、無垢）
- 時間よ止まれ 時間停止の世界 被害者は女子社員2名 姫咲はな 末広純（10月22日、UZU-018、まるかあの/妄想族）
- 素人おま○こくぱぁ観察4-制服娘編-輝くビラビラが透けて見えそうなほど4Kカメラ超接写至近距離で照れイキオナニー30ま○こ5時間（10月22日、SABA-916、S級素人）
- ヤリマン義妹の脱ぎたてパンツの匂いを嗅いでいるのが見つかって怒られるかと思ったら… 「そんなに好きなら直接嗅いでみる?」 どこでも顔騎されるようになりました（10月24日、DANDY-942、DANDY）
- 「エッチな叔母さんでごめんね…」 無防備な巨乳に勃起したらお願いしてないのに乳圧強めパイズリで何度もヌイてくれた（11月7日、DANDY-947、DANDY）
- 出張中居酒屋で飲んだ帰り路 酔った女上司に突然仕掛けた情熱的な路上キスは 女の理性を狂わせ、舌使いが激しくなった…。（11月12日、TPIN-086、椿鳳院）
- M男専用密着ささやき淫語で何度もヌカれちゃう無制限射精ソープ 姫咲はな（11月26日、CJOD-444、痴女ヘブン）
- 地味にエロい あざとドスケベな小悪魔敏感娘と頭がバカになるほど… 中出し性交 01（12月10日、MDTM-849、宇宙企画）
- 補習続きで欲求不満の巨乳J〇が教師の目を盗んで僕に手マンを強要!! 童貞のボクをからかうつもりが相性バツグンで絶頂しながら大量潮吹き!! 二人きりになってからも離してもらえず体液垂れ流しのビチャビチャ生ハメ性交!（12月10日、SCOP-858、SCOOP）
- オタク友達とのセックスは最高に気持ちいい2 セックスの快感を覚えた2人はさらなる快楽を求めコスプレ中出しセックスで絶頂しまくる! 姫咲はな（12月17日、MUDR-282、無垢）
- マゾ乳中出し Iカップ 姫咲はな（12月24日、ゲインコーポレーション）
- バブみあるJ系美少女がおっぱいチューチュー吸わせておチ○ポをよちよち甘やかし射精させる授乳手コキ 美少女30人5時間ww（12月27日、SKMJ-583、赤面女子）

- ヌルねばぁローションを頭からチ○ポの先まで超乳姉妹にパイズリぱちゅっどぢゅッSEX 羽月乃蒼 姫咲はな（1月28日、HNTRZ-003、Hunter）
- 実写版 スーパーチートミッション～そのエロミッションは必ず達成できる～ 常識改変の傑作シリーズ総販売数100,000部越え（2月4日、MIMK-173、MOODYZ）
- 身動きとれないキャメルクラッチ中出し 抱えあげエビ反り突きでイキ堕ちる産後ダイエット巨乳妻（2月6日、NHDTC-020、ナチュラルハイ）
- 裏オプの女王!! 3 男を確実にイカせる妙技と未体験オプションの数々!! これがリフレ嬢の匠の技だっ!!（2月7日、UMD-951、LEO）
- えっ!? 80%? なにこの数字? ヤレる確率が可視化されてボクだけに見える世界! 2 なんだその頭の上に見えてる数字は!（2月11日、HUNTC-319、Hunter）
- 温泉旅館ちょんの間 爆乳むにゅむにゅ風俗サービス 中出しOK・連続射精・追撃男潮は当然でありんす 姫咲はな（2月25日、CJOD-458、痴女ヘブン）
- 誰にも言えない隣の人妻の自宅開業エステの秘密 姫咲はな（2月25日、LUCY-007、LUCY’S）
- 100回フラれた絶望的にモテない俺を憐れんだ彼氏あり女友達が何でもエロい事ヤらせてくれた!! 実写版（2月25日、HUNTC-300、Hunter）
- 実写版 風紀の敗北 ドスケベJ系ギャルコンビの弟寝取り 現実離れBODYの原作コラボ! リズ みほ（3月4日、MIMK-195、MOODYZ）
- フェラチオしてくると噂の美人看護師 姫咲はな（3月18日、MMGH-008、ムラムラ総合病院/妄想族）
- 我が汚部屋にやってきた 巨乳デカ尻ハウスクリーニングお姉さんが汗だく透けブラで発情した暴走チ○ポを挟射と中出しでどぴゅどぴゅ14発もお世話をしてくれた…（3月18日、PPPE-323、OPPAI）
- 人妻の浮気心 姫咲はな（4月1日、SOAV-123、人妻援護会/エマニエル）
- 『お兄ちゃん… 今日だけ一緒にいて…』 いつもボクを見下す生意気な妹が突然べったり!? トイレもお風呂もベッドだってくっついて離れない巨乳妹の普段とのギャップに理性を保てない!（4月4日、DOCD-054、DOC）
- ナースコールでおっぱいまみれ爆乳看護の入院生活 姫咲はな（4月8日、FKRU-005、かぐや姫Pt/妄想族）
- 奇跡の爆乳Icup美少女 姫咲はな 人生初のレズ作品。 姫咲はな 有岡みう（4月8日、BBAN-524、ビビアン）
- ナンパした爆乳美女が生意気すぎる絶倫痴女でエロマンガみたいに搾精されてしまった 姫咲はな（4月16日、MXGS-1376、MAXING）
- 素人女子大生10人が温泉で筆おろし生セックス! 中出しした大量精子が膣からじゅぶじゅぶ溢れ出て湯船がたまっちゃうほどの連続中出しセックスSP 大容量300分収録（4月25日、SKMJ-624、赤面女子）
- 子作りはご奉仕でよろしいですか? 完全主観従順いいなりご奉仕メイド 02（5月2日、ONEX-082、ONE MORE）
- ノーハンドフェラは奴隷の証! 15 手を使わずにフェラチオする8人の素人娘（5月6日、KAGP-357、かぐや姫Pt/妄想族）
- スケパンナースのよがり腰白衣の天使のドスケベ下半身痴療（5月8日、UMD-963、LEO）
- 肉欲に溺れて中出しし放題の豊満ドスケベ人妻ばかりが在籍する爆乳不倫クラブ 田中ねね ちなみん 姫咲はな（5月13日、MKMP-633、Million）
- スペンス乳腺開発クリニック 姫咲はな（5月20日、PPPE-339、OPPAI）
- これはただの食事だからっ! 陰キャだけどち〇この具合は超最高 精子が主食のサキュバス美少女が最高のち〇こに出会って、中出し三昧で精液搾精しまくりヤリまくり。 姫咲はな（5月20日、MUDR-319、無垢）
- 一般男女モニタリングAV 巨乳の先輩女子マネージャーさん 合宿中の混浴で後輩部員の童貞チ○ポをノーハンドフェラで早漏改善してくれませんか!? 2 暴発大量射精→即フル勃起! 元気すぎる男子部員チ○ポを放っておけない女子マネはそのまま筆おろしセックス! 暴発 & 中出し総発射18発!（5月20日、DVMM-243、DEEP'S）
- 素人なのにディルドオナニーで激しく感じちゃう一般人娘 16（5月20日、KAGP-355、かぐや姫Pt/妄想族）
- まるっと! 姫咲はな (2) 8時間2枚組（6月5日、ZMAR-137、プラネットプラス）※単体ベスト
- むっつりスケベで性欲強めの妹が素股の気持ちよさを知ってから豹変!! 腰をクイクイ振り続けるツルツルマ○コに兄のギンギンチ○ポが入りそう!! 先っぽ3cmだけの約束を守れなくて結局奥まで15cm!!（6月6日、UMD-966、LEO）
- 会社の同僚は小悪魔NTRあざと可愛い系女子社員 02（6月6日、ONEX-085、ONE MORE）
- 【新感覚AIラブドール】顔も中身もコントローラー1つで変幻自在な新機能搭載! ボク専用の理想的AIラブドールと夢の同棲生活（6月6日、DAL-007、DOC）
- どこか寂しげな昼下がりの団地妻はベランダに赤い下着を干して旦那が留守の合図を出す。 姫咲はな（6月24日、LUCY-014、LUCY'S）
- 時間よ止まれ 時間停止の世界 姫咲はな 夏休み。帰省した田舎。親戚の姉ちゃん。おっきなおっぱい。セックスいっぱい。（6月24日、UZU-030、まるかあの/妄想族）
- ドスケベ爆乳4人姉妹 ド田舎の暇潰しで親戚の僕らを四六時中痴女ってくる7日間 爆裂乳揺れピストン騎乗位が超ヤバイっ! 天月あず 姫咲はな 宍戸里帆 有岡みう（6月24日、CJOD-468、痴女ヘブン）
- NTR露天温泉! 夫の願いで仕方なく他人に抱かれる艶やかな巨乳人妻3名（6月27日、BANK-209、ま○こ銀行）
- ‘INGO’ IN GOD ECSTASY スケベ痴女淫語 あざと可愛いAV女優がスポコスで卑猥な淫語ヴォイスを囁き美爆乳尻ボディで男達の下半身をメロメロに狂わせる 姫咲はな（7月8日、AVSA-386、AVS collector’s）
- 姉妹丼になっちゃいましたが、僕何かやっちゃいましたか? 未練残して彼女と別れて、元カノそっくりな子と付き合ったら、たまたま妹で、それを見た姉は嫉妬に狂って濃厚孕ませ姉妹丼。先に妊娠したら結婚できる超乳編。 玉木くるみ 姫咲はな（7月8日、HNTRZ-014、Hunter）
- 淫乱ビッチのドスケベ巨乳! 露天風呂肉欲SEX（7月15日、ANKB-037、LOVEま○こ/妄想族）
- ようこそ おっぱいの楽園ー乳宮城へ! デカパイ美女を助けたら お礼に連れ込まれたのは人妻ハーレム天国!? 巨乳ボインばいん痴女にヤられまくった僕 小花のん 姫咲はな 月野かすみ（7月22日、JUR-416、マドンナ）
- オタクの僕が一軍ギャルと付き合えるまでの話 イマドキ巨乳ギャルがオタクでぽっちゃりだけど絶倫の陰キャ男とやりまくる 姫咲はな（8月19日、MUDR-332、無垢）

### アダルトVR
- おくさまは、学校で噂の爆乳Iカップ 女子●生 【普通科 3年2組 はなちゃん】（10月15日、DSVR-771、SODクリエイト）
- 爆乳Iカップ教え子を自宅に呼び私物のスクール水着をきせて…（11月26日、DSVR-760、SODクリエイト）

- 先輩に言われた通り… ノーブラで来ました。破壊力抜群の最強爆乳! おっぱいがすごい後輩ちゃんと制服エッチ!（1月16日、CRVR-00219、CRYSTAL VR）
- 【絶対本番禁止】のお店なのに…お小遣いが欲しい【桃色マ○コのIカップ爆乳】と本番中出しまでしちゃった【ヌルヌル超高級J○リフレ】（1月16日、KIWVR-205、こあらVR）
- 爆乳風俗 ～魅惑のコスプレで魅せる無双おっぱいサービス～（1月22日、CAFR-00454、CASANOVA）
- かれこれ姉のおっぱいに挟まれて10年… 弟離れ & 乳離れしてくれなくて困っています。小梅えな 姫咲はな（1月25日、KAVR-134、kawaii*）
- Iカップ美巨乳が最高すぎるムチムチ彼女の乳揉みまくり & ご奉仕パイズリと乳首吸いグラインド対面座位とオッパイたゆんたゆん揺らしてイキまくる超・覆いかぶさり正常位と膣奥突きまくりバックとデカパイが目の前で暴れる覆いかぶさり騎乗位【生中出し】（1月29日、AJVR-00106、アリスJAPAN）
- 【新アングル革命!】 究極の覆いかぶさり正常位特化型VR 天然なのか? 計算なのか? エロ漫画みたいにスタイル抜群で襲ってくれと言わんばかりの無防備で誘惑してくる! Iカップの爆乳エロ家庭教師にほぼ密着!（2月10日、HUNVR-00085、Hunter）
- Iカップのおっぱいに埋もれる至高の癒し体験 甘々の甘やかしSEXで大人をダメにする巨乳保育士デリバリーヘルス（2月17日、KBVR-065、KMPVR）
- 隣に住む爆乳JDのSEXを覗いた僕は、我慢できなくなり部屋に侵入!【早漏彼氏に欲求不満の淫乱女子】を【絶倫デカチ○ポと凄テク】で何度もイカせメロメロにして浮気SEXにのめり込ませた【顔射】VR（2月25日、KIWVR-209、こあらVR）
- いつもマスターキーで僕の部屋へ勝手に入ってくるお節介な爆乳管理人さんは僕の事がずっと好きだった（3月8日、CBIKMV-140、KMPVR-bibi-）
- こあらVR極 超4KHQ 60fps 3DVR全裸大図鑑 謝礼しますのでハダカを見せてください! アナルひくひくさせて下さい。オナニーも見せてもらってもいいですか?（3月22日、KIWVR-00210、こあらVR）
- 近所の爆乳おねえさんとお風呂に2人きりでとじ込められるVR 姫咲はな（102cm Iカップ）× 舞奈みく（103cm Jカップ）それぞれとおっぱいまみれSEXができる夢のようなパフパフ体験!!（4月7日、WAVR-162、ワンズファクトリー）
- ぷるんぷるん! Iカップたわわ美少女と最高に気持ちいいゴムなしナマ中出し密着オイルマッサージ!（4月16日、EXVR-407、KMPVR）
- 新感覚セクキャバOPEN! アナタは寝たままでおっぱいをモミモミしてれば本番OK!! キャストは巨乳オンリー! おっぱいの重力を真上から浴びながら花びら2回転連続射精ハッスルVR 舞奈みく 姫咲はな（5月19日、MDVR-154、MOODYZ）
- おっぱい見せてって妹に本気で頼んでみた 高瀬りな 姫咲はな 稲場るか（5月28日、TMAVR-124、TMA）
- 美女12名125分! 超絶景ガン見オナニーVR 股間ガン見! 顔ガン見! 乳ガン見! アナルガン見! 見たいオナニーがココにある!（7月3日、CVPS-00002、CRYSTAL VR Plus）
- 爆乳スナックママと【こだわり超接写】 肉感強調アングルでブルブル肉弾ファック（7月23日、EBVR-050、E-BODY）
- 温泉に乱入してきたドスケベ爆乳OL3人組からおち●ぽトリプルパイズリ!! おっぱい混浴VR 小梅えな 姫咲はな 佐知子（8月19日、EBVR-053、E-BODY）
- 爆乳コスプレイヤー彼女と個人撮影オフパコ性交 はな（8月31日、TMAVR-134、TMA）
- イチャイチャネットカフェ ～Iカップの爆乳彼女と囁き着衣スマタで昇天～ 姫咲はな（9月10日、CAFR-00491、CASANOVA）
- 中出し懇願逆レ●プ!! 爆乳モンスタースチューデント 姫咲はな（10月1日、CACA-00261、CASANOVA）
- 熱を出し、胸が汗でヌルテカになってしまった爆乳姉ちゃんを看病するVR 姫咲はな（10月15日、CAFR-00499、CASANOVA）
- 女子校生絶頂パンツ上オナニーVR（10月18日、VRKM-427、KMPVR）
- 女子●生を狙った公衆トイレこじ開け強姦（11月26日、TMAVR-139、TMA）

- 初めはただのセフレでしたが、もう完全に虜になってます。＃このおっぱい反則です! 姫咲はな（1月20日、VRKM-515、KMPVR）
- 「先生、どっちが好きなの?」 僕(教師)のことは全肯定してくれる二股中のムチムチ巨乳女子生徒 2人に奪い合いされて密着挟み込みサンドイッチ逆3P中出し 姫咲はな 水原みその（3月17日、HNVR-085、本中）
- 超絶景! 揺れまくる美巨乳と神アングル騎乗位! クラスいち可愛かった巨乳の同級生に酔った勢いでお触りしたら意外とイケたのでそのまま中出しSEX! ドM開眼させました!! 姫咲はな（3月21日、WABB-00001、Scream! VR）
- JKリフレde ローション祭り おっぱいホーダイ!! 裏オプションってなんや!? 店長に内緒なら頼むーわ 愛のローション増し増し編 姫咲はな（5月20日、WVR-08002、VR総研9課）
- ボイン好きにあう耳でも味わうVR ーオナニーをしっかりサポートします! 姫咲はな（5月25日、EXMO-00010、MONDELDE VR）
- おっぱいイジってイジられてまたイジる 姫咲はな（5月26日、MTVR-00035、Mr.michiru）
- JKオナニーサポート JOI 巨乳美少女JKの絶対命令で精子ブッコきなさい! 姫咲はな（5月27日、WVR6D-00087、VR総研9課）
- 耳トランス イッてもイッても許してくれない射精沼・白濁  姫咲はな（6月8日、PXVR-00060、P-BOX VR）
- オナサポ騎乗位VR（6月18日、VRKM-659、KMPVR）
- 美女の美しい柔肌に重厚な精液をブチまけろ! 濃厚ザーメン顔射VR（7月19日、VRKM-707、KMPVR）
- 女の子のカラダで絶頂したい人へ（8月10日、VRKM-713、KMPVR）
- KMP20周年記念! KMP風俗アイランドZ ハチャメチャが押し寄せてくる伝説の一日 ～自分の好きな時に好きな場所で、エッチなことが出来る発射無制限の夢の風俗島～ 横宮七海 有岡みう 小花のん 姫咲はな 吉根ゆりあ（9月2日、BIBIVR-086、KMPVR-bibi-）
  - ハチャメチャが押し寄せてくる奇跡の一日 発射無制限の夢の風俗島 伝説のオッパブ編 吉根ゆりあ 姫咲はな（2025年6月6日、BIBIVR-153、KMPVR-bibi-）※上記作品の一部を単体リリースしたもの。
  - ハチャメチャが押し寄せてくる奇跡の一日 発射無制限の夢の風俗島 伝説のソープ編 吉根ゆりあ 姫咲はな 有岡みう（2025年6月20日、BIBIVR-155、KMPVR-bibi-）※同じく上記作品の一部を単体リリースしたもの。
  - ハチャメチャが押し寄せてくる奇跡の一日 発射無制限の夢の風俗島 伝説のデリヘル編 横宮七海 有岡みう 小花のん 姫咲はな 吉根ゆりあ（2025年6月26日、BIBIVR-156、KMPVR-bibi-）※同じく上記作品の一部を単体リリースしたもの。
- 究極黒世界【超肉感特化】 遠くから密かにずっと想ってた憧れを今だけ独り占めして溶けるほど愛し合う 姫咲はな（10月6日、NKKVR-040、肉きゅんパラダイス）
- ぴちぴちニットVR（10月22日、VRKM-789、KMPVR）
- 着替え尻VR（10月23日、VRKM-785、KMPVR）
- 汗と雨でビショ濡れのカラダになった女上司に止まらぬ欲望 誰もいないオフィスで朝まで秘密のビショ濡れSEX 姫咲はな（10月24日、SAVR-211、KMPVR-彩-）
- 美乳! 爆乳! 揉み倒し! オイルだくだくヌル透けテカテカパイ揉みイカセVR（11月16日、EXMO-00014、MONDELDE VR）
- 超全身舐め究極ハーレムVR 全員美巨乳! 逆バニー6人に囲まれ足の指から膝、太もも、乳首、腕、顔面、指先も1本1本丁寧に舐めご奉仕される全身とろける天国イキ確定6回転ハーレム中出しSEX!! 柏木こなつ 野咲美桜 小梅えな 結城りの 早見依桜 姫咲はな（11月28日、DSVR-1181、SODクリエイト）
- パンティと美脚とお尻を眺め続けるVR（11月29日、WABB-008、Scream! VR）
- 華やかな癒しの空間 脳をとろけさせる優しい囁きで耳を犯す 魅惑の花魁VR 姫咲はな（12月30日、VRKM-831、KMPVR）

- ＜領域展開＞ 究極4P 密着おっぱいサンドイッチセックス。父の再婚相手の連れ子の3人のお姉さんは超爆乳おっぱい!? 全員ヤリマンで、前後左右おっぱいにトリプル包囲させられ3人全員を孕ませるまで何回も膣に射精させられた夏休み 月野かすみ 姫咲はな 松本菜奈実（1月16日、DSVR-1205、SODクリエイト）
- 生徒の誘惑に負けた担任の僕は放課後ラブホで… 爆乳2人に挟まれ何度も、何度も、中出ししてしまった…VR 190分25発 姫咲はな 小梅えな（5月23日、CJVR-028、痴女ヘブン）
- 見知らぬ巨乳制服女子たちに拘束監禁されて寸止めルーインドオーガズムの練習台にされるVR 姫咲はな 小梅えな（6月6日、KAVR-286、kawaii*）
- 「男の子のおしめ替えの練習させて」 保育科で男1人のボクは女子たちに幼児扱いされてチ○ポを触られまくっています 吉根ゆりあ 姫咲はな（6月15日、DSVR-1290、SODクリエイト）
- 3DVR 本サロレストラン 17 姫咲はな（7月7日、FSVR-025、FS.KnightsVisual）
- 厳選キャストを『税サ込の格安』『安心の完全前金制』『常時おさわり即モミOK』『リピート確定の特濃大サービス』でお届け! 裏オプ黙認とネットで話題の人気店で花びら回転! 抜きまくりヤリまくりの生本番! 逢月ひまり 姫咲はな 乙アリス 一ノ瀬レイラ 岩沢香代 柏木こなつ（7月31日、TMAVR-192、TMA）
- エロメイドたちから精子を搾り取られる学園祭ハーレムメイド喫茶!! 綾瀬こころ さつき芽衣 姫咲はな 柏木こなつ（8月21日、DSVR-1294、SODクリエイト）
- 不登校の僕を意地でも学校へ行かせたい幼馴染がする自分の爆乳をエサにした説得SEXからはもう逃れられない 姫咲はな（8月26日、VRKM-1071、KMPVR）
- なんでもエッチに脳内変換!! ふわとろオッパイで自らご奉仕する淫乱メイド 姫咲はな（9月15日、VRKM-1119、KMPVR）
- 巨乳の後輩2人がかち合わせ! 部屋が修羅場になって地獄かと思ったら逆転天国 ～ハーレムセックス～ 姫咲はな 乙アリス（10月4日、MAXVR-138、MAX-A）

- ご主人様の疲れを癒すモチムチ巨乳メイド性感リフレ 夕美しおん 姫咲はな 岡本莉里（1月31日、TMAVR-208、TMA）
- 何度も寸止めされた後に最高の射精を体験させてくれるアジアン回春エステ 姫咲はな（2月19日、DSVR-1466、SODクリエイト）
- 爆乳パイズリトレーナー ジムのあちこちであざとい誘惑を繰り返し自慢のオッパイで僕をシゴき抜く肉感性交 姫咲はな（3月5日、SAVR-315、KMPVR-彩-）
- -淫蕩の時- 1泊2日でパイズリ中毒にさせるM男限定圧殺オッパイ旅館 姫咲はな（3月22日、VRKM-1267、KMPVR）
- 時間停止ワールド ～女子社員大パニック～ OLたちは犯されていることを知らない…サイレント支配。（11月28日、DSVR-1630、SODクリエイト）

- だくだくオイルで透けたチャイナ服はお好きですか? ぬるにゅるオッパイで男を責めて精子を搾り取る透けチャイナヘルス 姫咲はな（1月19日、SAVR-544、KMPVR-彩-）
- 蠱惑的300分間。もちふわ極乳肉感ボディひとりじめ 姫咲はなselection（2月4日、VRKM-1490、KMPVR）※単体ベスト
- 「いっぱい中に出して♪」 妻子がいるのを知ってるにも関わらず、オフィスをホテル代わりに利用し、男を弄ぶ魔性の爆乳 姫咲はな（4月4日、SAVR-600、KMPVR-彩-）
- 都合の良いおしゃぶり女 全身舐め舐めするのが大好きな俺専用ペット 姫咲はな（5月19日、DSVR-1728、SODクリエイト）
- 胸の発育が著しい巨乳女子●生の健康診断 ＃アナル検診 ＃経膣検査 ＃口腔検査 ＃胸部検査 ＃性交検査 姫咲はな（6月26日、DSVR-1727、SODクリエイト）
- 【8K超高詳細肉感特化VR】お兄ちゃん大好き!! 変態妹が毎朝毎朝ボクの事を可愛がってくれる超ブラコン!! 天真爛漫に何度何度も精子を搾り取って気持ちよくしてくれるVR 姫咲はな（7月3日、NKKVR-166、肉きゅんパラダイスVR）

### アダルト配信
- Iちゃん（1月16日、HOI-155、素人ホイホイZ）
- 【追撃イキ地獄 × 超敏感爆乳】 これは神様のイタズラ、こんなにボインでこんなに美少女! 無限オイルで究極エロBODYコーティング!ぬるテカ神乳パイズリ! 180°大開脚→電マがオマ○コ直撃! 異常なる痙攣イキ! 激しくバックで突きまくり乳尻乱舞! やりすぎ! 追撃ピストンで「死んじゃうッ」くらいイキ狂う! 激感中出しFUCK3回戦!! SEX or DIE 【なまハメT☆kTok Report.9】 はな 21歳 非の打ち所がない神乳ヨガインストラクター（1月16日、MAAN-618、プレステージプレミアム）
- はな。（1月18日、LAS-032、＃素人裏アカウント ちょっぴり激しいの好き）
- はな（1月18日、TKWA-153、ときわ映像）
- はな 2（1月25日、TKWA-154、ときわ映像）
- あみ（1月27日、YKMC-047、横浜かまちょ）
- 爆乳Iカップ妹を両親が留守中にハメ撮りまくり×3回中出し のぞみちゃん 18歳 超巨乳女子●生（1月27日、SIMM-598、しろうとまんまん）
- 智子（1月29日、FFNN-056、令和素人伝説）
- 真帆（2月5日、FFEE-048、有限会社 写楽企画）
- 【初撮り】【純粋な妹系女子】【仰け反る痙攣ボディ】 愛くるしい妹キャラのショップ店員。何度も痙攣する淫ボディとぷるぷる震える爆乳は必見の価値あり。 ネットでAV応募→AV体験撮影 1460 はな 21歳（2月7日、SIRO-4419、シロウトTV）
- 超超爆乳! 奇跡のIカップJ○と食べて遊んでエッチして、最高のラブラブ休日を過ごした件についてwww 溢れんばかりの敏感デカメロンから目が離せない! 抱き心地抜群のふわもちナイスBODYでおじチンを包み込むっ!! 【はなちゃん(彼女)とおじさん(彼氏)の特別な一日】（2月21日、SIMM-612、しろうとまんまん）
- 【Iカップ】【美爆乳】【女子●生】エロ漫画から飛び出してきたような神ボディJ●がぬるぬるソープ体験! HANAちゃん 18歳 バスト102cmの美爆乳J●（3月4日、SIMM-616、しろうとまんまん）
- 【異次元Iアイカップ】【春のパイ祭り】【爆乳を超えた爆乳インストラクター】【生ハメ4連発】【連続追撃中出し】【性欲爆発イキ狂い】ABCDEFGH…Iカップ!! 幻のアイカップ! 1000人に1人いるかいないか一生出会えないんじゃないかアイカップ! でもってインストラクター! 異次元過ぎる爆乳インストラクターの異次元絶頂に胸が踊る春のパイ祭り! ここに堂々開幕!! ギャルすたグラム #011 ひめちゃん (20) ジムインストラクター（3月12日、SGK-017、プレステージプレミアム）
- 【超神乳!!】Iカップの軟体JDとハメ撮り!! 筋肉質の引き締まったデカ尻 & 着衣巨乳感も超必見!! 相互快感で絶頂しまくりの2連続SEX♪ Hana 20歳 超爆乳の女子大生（3月17日、MMH-013、しろーとLOVETube）
- はな（3月21日、CKJ-303、ちちくりジョニー）
- 【中出し速報!】爆乳Iカップ! ダイヤの原石系美少女を寝取ったったwww 金に目が眩んだ貧乏芸人彼氏に内緒で中出しもガッツリさせて頂いちゃいましたwww なんか泣いてるっぽかったですがwでも彼氏と契約してるから無問題ッス! やっぱり世の中銭ズラねwww みどりさん（21）洋服お直し店勤務（3月31日、NTR-029、NTR.net）
- はなちゃん（4月1日、OTAT-002、GO! GO! お手当ちゃん）
- てち（4月2日、POW-046、素人ホイホイ）
- サキ（4月23日、SRH-005、しろうとエチチ.ch）
- 【極エロ軟体BODY × 爆乳Iカップ×生ハメ4連発】 Wow Wow Wow Fu- Fu-♪ デカパイレボリューション21! 潮吹いた～中出した～すべて見てきた子宮! Iカップ～デカすぎた～ みんなでデカパイ革命!!(ホイッ)「次回予告「超超超いい感じ♪超超超超いい感じ♪」【ギャルしべ長者 51人目 ひな】（5月1日、JAC-090、Jackson）
- ラグジュTV 1400 姫野春菜 26歳 社長令嬢 兼 社長秘書  経験人数一人という初々しい社長令嬢 兼 社長秘書が外の世界を知りたいとAV出演! まるでエロ漫画から飛び出してきたような可愛らしいルックスに不釣り合いな抜群のグラマラスボディは圧巻! 柔らかい美巨乳とお尻はピストンされるたびに踊りまくる!（5月5日、LUXU-1426、ラグジュTV）
- はなちゃん（5月18日、OREX-0260、俺の素人）
- はな（5月21日、OREC-775、俺の素人-Z-）
- ひめちゃん（5月25日、SMUK-038、素人ムクムク）
- 【妄想主観】汗をかきやすい地味で巨乳なOLさんと濃厚性交 姫咲はな（6月4日（6月4日、OTIM-076、ONETIME）
- パイスラッシュ爆乳若妻 感度抜群の乳首とチ○ポ大好き奥さま（6月4日、EWDX-369、E★人妻DX）
- 超乳Jカップ小悪魔JD敏感イキすぎアクメ（6月4日、ENDX-350、E★人妻DX）
- はなちゃん (仮名)（6月10日、 ZOCT-001、ゾクゾクタイム）

| 【Iカップ超乳おっぱい】 規格外のデカパイ × ヤンデレ美少女と密着中出しSEX! 一旦デレモードになると狙ったチ●コは射精するまで絶対に放さない淫乱娘に豹変! なんでも挟める多目的おっぱいプレイで射精不可避っ! 【しろうとハメ撮り＃ひめ＃20歳＃典型的ヤンデレ美少女】（6月10日、MFC-114、MOON FORCE）
- 爆乳えちえちHカップなのにガチ美少女の軟体神スタイルのグラドル快楽堕ち映像!! ぷにぷにの世界最大級もみごこち爆乳に着エロ指導といいつつがっつり愛撫で淫乱化!? なにがなんでもハメたい男と着エロ撮影で済ましたい爆乳美少女のゴム無き戦いの火ぶたが落とされる!! はな 19歳（6月12日、NTK-586、プレステージプレミアム）
- 姫咲さん（6月16日、ORETD-877、俺の素人）
- ひめかちゃん (仮名)（6月18日、SRSY-009、しろうと乱交サークルの刃）
- はな 2（6月24日、OREX-261、俺の素人）
- ひめかちゃん 2 (仮名)（6月25日、SRSY-010、しろうと乱交サークルの刃）
- 【爆乳ホットサンド HカップPズリ必見!!】顔がモノごっつ可愛いのにお乳はたわわにHカップの奇跡のバランス美少女看板娘!! 爆乳目当ての男性客の行列できるホットサンド屋さんに直行!! お乳褒め褒めテンションでほろ酔い娘をがっつり揉めば… 爆振する最高の眺めの騎乗位で連続射精よゆーでした♪ 拝啓、美人店員さま 二十一通目 さき 20歳（7月1日、NTK-590、プレステージプレミアム）
- 【最強兵器Iカップ19歳】爆乳がスゴ過ぎる10代カフェ店員を彼女としてレンタル! 口説き落として本来禁止のエロ行為までヤリまくった一部始終を完全REC!! プールデートを楽しんだあとは、ホテルで濃厚いちゃラブ恋人セックス!! LV.99の超技パイズリは必見!!! 生ハメ激ピスでぶるんぶるん揺れまくる最強Iカップがとにかくエロい!!! しかも超絶敏感でひたすらイキまくる!!! 荒ぶるチ◯コが収まらず追撃ピストンで、シリーズ初の新展開へ!!! 「ゴム… 外して?」「おかしくなっちゃうぅうッ!!!」「首締めてぇッ!!」「イくイくイくぅう!!」 はなちゃん 19歳 Iカップ神乳カフェ店員（7月4日、MIUM-720、プレステージプレミアム）
- はな（7月7日、G-648、Girl’s Blue）
- 【配信専用】<<完全主観>> 貴方のチ○ポも必ず抜かれる…! 手コキしか勝たん! 美少女手コキ! 2（7月15日、FCP-030、DOC）
- 姫咲（8月10日、ZOCT-017、ゾクゾクタイム）
- 爆乳年下お姉さん【姫咲はな】が拗らせ童貞オジサンの筆下ろしに挑戦! まさかの青天井の絶倫発射にタジタジ!? 『愛がいっぱいIカップ』で心もチ●コも包み込み最高の初体験へ導く!（8月10日、SIMM-660、しろうとまんまん）
- Iちゃん (21) （8月20日、HOI-155、素人ホイホイ）
- 過去最高の美爆乳!! 街で、車内で、自然の中で! 揺れ過ぎるおっぱいに釘付け!!! 最高おっぱいの極上パイズリ & 上目遣いフェラが可愛すぎてつい射精し過ぎるww オイルまみれで連戦おねだりもエロカワ過ぎww ニコニコしてて甘え上手な天使ちゃんもセックスに溺れすぎだろ!!!：今日、会社サボりませんか? 40 in 渋谷 はなちゃん 20歳 ジムインストラクター（8月30日、MIUM-739、プレステージプレミアム）
- 【配信専用】挿入より気持ち良い… 完全主観! 生マ●コ素股!! 3（9月2日、FCP-039、DOC）
- 愛奈（9月3日、ION-100、ION イイ女を寝取りたい）
- はなさん 3（9月28日、ORETD-897、俺の素人）
- はな（9月28日、HABJ-006、おっぱいちゃんず）
- はな（10月1日、TOKYO-535、TOKYO247）
- はな先生 2（10月10日、ZOCT-029、ゾクゾクタイム）
- 【究極おっぱいH乳とマッチング!!】テ●ンダーで即ってセフれ!! SUPER LIKE 不可避の爆乳ムスメと即アポ!! NSで中出し上等・生ハメSEX三昧!! これ以上ない最強の天然おっぱいを味わい尽くす!! 爆乳パイズリ・Hカップ激揺れピストン・イキまくりエロ過ぎ淫語!! 【t●nderist!!】舞花 20歳 専門学生 (美容系)（10月10日、JNT-025、Jackson）
- 【これが素人AV革命だ!!!】余分な前説、ヌルい前戯、一切無し!! イキなりフルスロットルで、Iカップ爆乳レイヤー美女をイカせまくるッ!!! 時代の閉塞感を、生ぬるいアダルト業界を、「シロウト・ストロング」が一撃でブチ壊す!!! 【生ハメ9P!! 連続中出し85分、一本勝負ッ!!!】 ほの (仮名) 22歳 ヨガインストラクター（10月27日、TEN-025、DIEGO）
- はなchan（11月2日、SROM-003、素人まっちんぐ）
- みう（11月2日、OREC-928、俺の素人-Z-）
- はなちゃん（11月5日、EGFJ-002、即パコ素人チャンネル）
- ラグジュTV 1482 姫野春菜 26歳 社長令嬢 兼 社長秘書  前回の出演から肉欲に火が付いた!? あの美巨乳でお馴染みの社長令嬢が再登場! 「無理やり責められ何度もイカされたい…」 卑猥な衣装に身を包み、激しいピストンで美巨乳を揺らしながら、カメラの前で快楽にイき乱れる!!（11月12日、LUXU-1497、ラグジュTV）
- はな（11月26日、SCUTE-1163、S-Cute）
- はな 2（11月27日、SCUTE-1164、S-Cute）
- はなちゃん（12月1日、SPAY-018、素人ペイペイ）
- 愛奈 2（12月2日、ION-111、ION イイ女を寝取りたい）
- みらい（12月7日、SIJM-007、青い性活）
- せら（12月8日、EROF-010、恋愛カノジョ）
- 花（12月28日、H-632、HAPPY FISH）

- HIMEHANA（2月14日、MKJM-001、モデル喰い。）
- はな（3月2日、GERK-421、ゲリラ）
- HH●05ちゃん（4月9日、ECSN-005、エ●コ●仙人）
- ルビィちゃん（4月22日、SNYZ-056、SNSの闇by2TNOZ）
- ひめ（4月28日、YAHO-034、しろうとヤッホー）
- Hさん（5月7日、ORECO-053、俺の素人-Z-）
- ひーちゃん（5月14日、NDS-004、素人ナンデス!）
- ひめちゃん（5月25日、ANAN-0001、素人あんあん）
- ひめちゃん 2（5月25日、ANAN-0002、素人あんあん）
- 【どたぷんIカップに視線釘付け! 爆乳過ぎるヨガインストラクター in 恵比寿】 デカすぎワロタw 主張が激しすぎるデカパイ先生と密着生はめレッスン♪ 硬くなったチ○ポの凝りほぐしに乳圧抜群パイズリで大量射精。軟体を活かしたY字バランスファックで爆乳を揺らしながら乱れ飛ぶ!ムチムチ柔らかボディを全力堪能3発射!!!【ダーツナンパ in Tokyo♯はな♯21歳♯ヨガインストラクター♯25投目】（6月3日、STCV-116、素人CLOVER）
- 【街角連れ込みナンパ ＃13】 美爆乳Iカップ美女を某番組収録と騙して連れ込み! お酒パワーでスケベ度マシマシ密着●いどれエッチ! 瀑乳で贅沢サンドチッチをお替り無制限で精子も大量発射!!!（6月16日、HNHU-0013、きゃっち）
- はな（7月4日、EROFC-074、恋愛カノジョ）
- 僕が考えた最強ヒロインは種付けオジサンなんかに敗けない 姫咲はな（7月13日、VOTAN-004、BOTAN）
- はーたん。（9月11日、HKGL-006、＃放課後ラブホ）
- 【プールナンパ 2022】 I & Jカップ超爆乳Girls降臨!! 神が与えた異次元ボディの激エロコンビ!! 破壊力MAXのデカパイサンドイッチで即昇天!! 規格外の乳尻乱舞で大騒ぎの4P乱パ♪7発射!! はな 21歳 ガールズバー店員 / みその 21歳 美容部員（9月11日、MAAN-813、プレステージプレミアム）
- 規格外スイカ乳ちゃん（9月14日、BAZ-001、ION 乳屋ばぞ～ん）
- AV女優のホントのSEX見せて下さい 姫咲はな（10月11日、MAG-003、マッチングTV）
- 育ちの良いお嬢様の育ちすぎた爆乳Iカップ むしゃぶり尽くせ! ほぼ未開拓のド迫力異次元ボディを貫くと顔よりデカいおっぱいを振り乱し連続アクメ! 超箱入り娘が下品などたぷんセックス! #036 はな（10月14日、DDH-115、ドキュメントdeハメハメ）
- 校則キビしめバイト禁止のIカップ女子校生。大量のおもちゃと中出しの洗礼を浴びせた後も帰らせません。性癖を詰め込んだオイルセックスで円光の恐ろしさを教えてあげました。【はるちゃん・1◯歳・3年生】（10月30日、SIMM-783、しろうとまんまん）
- ルビィちゃん 2（11月18日、SNYZ-070、SNSの闇by2TNOZ）
- ルビィちゃん 3（11月25日、SNYZ-071、SNSの闇by2TNOZ）
- 【弾けるデカ乳】 元インストラクターのエロ動画配信者!? ホテルに付いたら即すけべコスに変身! 自分でおっぱいに顎を埋められるほどの巨乳美女に、ムキムキ施術師がエロエロマッサージ!? さらに夢の主観パイズリでは射精不可避!? 「ゴム付けてないでしょ?」生ハメにこだわるスケベ女! ランジェリー→ローション→コスプレで怒涛の連戦! もちろん中出しまくり!! P活サイコーwww【PornGirl.8】 hana 22歳 Porn Girl & スポーツショップ店員（12月3日、MAAN-825、プレステージプレミアム）

- はなちゃん & ほのかちゃん（1月5日、ORECO-218、俺の素人-Z-）
- ハナさん（1月6日、ORE-899、俺の素人）
- ド迫力ほわほわ爆乳ちゃん（2月4日、BAZ-010、ION 乳屋ばぞ～ん）
- さくら（3月1日、ENDX-350、E★ナンパDX）
- はな（3月1日、EWDX-369、E★人妻DX）
- ともこ（6月2日、DMTP-018、オナCan）
- 甘え上手な薬学部在籍中のインテリJDに中出し2回戦!! 騎乗位でブルンブルン揺れる102cmの美爆乳におっさんち○ぽも限界突破!!（6月22日、FCT-017、黒船）
- ともこちゃん 2（6月23日、DMTP-021、オナCan）
- 102cm Iカップ爆乳の現役アイドルに無許可中出し! 断り切れない内気な性格に付け込んでハメ撮り・即尺ヤリたい放題の裏風俗（6月30日、FCT-068、黒船）
- しずく & すわん & ひめ & なぎ（7月4日、INSTC-458、いんすた）
- K151ちゃん & H151ちゃん（7月7日、SHINKI-151、蜃気楼）
- ひめちゃん（7月9日、INSTC-460、いんすた）
- ひめ（8月11日、REIW-086、れいわしろうと）
- はなちゃん 4（9月8日、ORE-953、俺の素人）
- はな（9月21日、OREV-062、俺の素人-Z-）
- hana-titty（9月23日、NPG-008、ぎがdeれいん）
- はなきち（10月1日、GDRT-009、ぎがdeれいん）
- ひめ（10月31日、MFC-0114、MOON FORCE）
- はな（11月15日、SIMM-660、しろうとまんまん）
- はな嬢（11月24日、GERK-551、ゲリラ）

- はな（1月2日、INSTC-521、いんすた）
- はな（2月3日、ORECO-588、俺の素人-Z-）
- はな & えな（2月6日、INSTC-536、いんすた）
- HANA（2月10日、SMUS-037、素人ムクムク-塩-）
- みさき（2月17日、GREC-004、ION 街録裏垢ch）
- はなちゃん（2月21日、SKHO-106、シロウト速報）
- はな（3月18日、SMUK-182、素人ムクムク）
- H（4月1日、SPAY-381、素人ペイペイ）
- HANA（5月5日、ORECO-691、俺の素人-Z-）
- （仮）YUNA（5月14日、OREMO-187、俺の素人-Z-）
- 【神乳Jカップ】これがイマドキ女子(19)の実態! 卒業記念に彼氏の家で中出しSEXをする爆乳美少女のハメ撮りが流出 にゃにゃ（6月8日、FCT-110、黒船）
- はなさん（7月1日、ORECO-753、俺の素人-Z-）
- はなちゃん（8月8日、GERK-600、ゲリラ）
- ぐりふぃす（9月4日、ZARJ-040、ザー汁王子）
- はな 5（9月5日、ORENA-021、俺の素人）
- はな（9月13日、IOG-013、ION 裏オプFU-ZOKU）
- ぐりふぃす 2（10月4日、ZARJ-046、ザー汁王子）
- 地味にエロいあざとスケベな小悪魔敏感娘 姫咲はな（10月8日、ETQR-540、エロタイム）
- M210ちゃん & H210ちゃん（11月1日、SHINKI-210、蜃気楼）、
- 人妻さん48（11月15日、HDSN-048、人妻さん）
- 【I乳エロむちボディ】結婚間近のリア充カップルが登場! 自慢の爆乳彼女が他人にNTR! 彼氏より上手すぎる濃厚エロテクにおっぱいをブルンブルン揺らしながら悶絶イキ! デカチン挿れれば完全覚醒! 自らうねり騎乗位でガンガン搾り取る中出し2連戦!!【彼女がえちえちで止まらない】【はな】（11月16日、HMRK-026、ハメ録ch）
- Hさん（12月4日、GERK-618、ゲリラ）
- HANA（12月14日、SMJK-050、素人ムクムク-クスリ-）

- （仮）暗黒108さん（1月3日、ANKK-108、暗黒）
- はなさん（1月12日、SMJS-059、素人ムクムク-職-）
- のあ & はな（1月20日、SMJH-031、素人ムクムク-ハーレム-）
- 【神乳回】ビーチに降臨した衝撃爆乳天使を奇跡の持ち帰り! 過去最高レベルのIカップ裸体に連続大量射精を決め込んだ傑作ハメ撮り映像! きいたん（2月8日、EVA-196、黒船）
- かなみ（2月28日、NTGG-004、ぎがdeれいんMk-II）
- 《噂の高リピ率メンエス》▼あざとさ100%沼確定のIcup爆乳セラピスト▼下乳 & ワキの汗染みがたまらん ▼チ●ポにオイル直塗り→極上パイズリ ▼あまりの気持ちよさに無許可中出し ＃担当 / ひめ（3月7日、DDH-306、ドキュメントdeハメハメ）
- はな（4月1日、SROM-136、素人まっちんぐ）
- Iカップ狙いのクズ男にハマる爆乳女：はな(21)【女がハマる甘い沼】（5月1日、MMNM-032、しろうとまんまん沼）
- ハナ（5月23日、TTJK-097、鉄人2号さん）
- はな（5月27日、HABJ-066、おっぱいちゃんず）
- マジ軟派、初撮。 2173 りん 23歳 ヨガのインストラクター 【ハイパー爆乳】胸に見とれてたら、気づいた時には足が止まってた。揺れる胸、揉まれる胸、はさむ胸。おっぱいなしでは語れない狂喜乱舞のおっぱい劇場。ここにおっぱいの全てがある。（6月1日、GANA-3230、ナンパTV）
- 咲（6月14日、OREV-127、俺の素人-Z-）
- 姫ちゃん（6月25日、MSODS-009、マルチー鮫）
- ひめ（7月2日、MGSOD-009、マルチーズ）
- かおり（7月8日、TTTL-033、素人げっちゅ）
- はな（7月16日、MSODN-009、マルチー沼）
- はな（7月31日、DCTV-029、ドッキングTV）

### イメージDVD / BD

#### 佐野みな実 名義
- 優等生はJカップ（2021年1月29日、MBRAP-023、スパイスビジュアル）
- 放課後、キミはJカップ（2021年4月30日、WBRAZ-030、スパイスビジュアル）
- 教え子はエス。（2021年6月25日、MBRAP-024、スパイスビジュアル）

#### 姫咲はな 名義
- Hana 南国ふわぽよプリンセス（2021年12月2日、REBD-608 (DVD)、REBDB-594 (BD)、REbecca）
- Full Body（2022年4月15日、MBDD-2068 (DVD)、MBDD-2068B (BD)、メディアブランド）
- ヴィーナス・テルメ 姫咲はな（2022年7月29日、SHMO-237 (DVD)、SHMB-042 (BD)、オルスタックソフト販売）※DVD版とBD版でジャケット写真が異なる。
- natural NUDE 姫咲はな（2022年9月28日、MBRBK-005、スパイスビジュアル）
- やわらかマンゴー 姫咲はな（2023年7月28日、NNSSA-005 (DVD)、NNSBD-005 (BD)、oldman par）
- my blue period 姫咲はな（2024年2月24日、GRACE-012 (DVD)、GRABD-012 (BD)、grace）
- Hana2 真夏の渚の恋物語（2024年9月5日、REBD-869 (DVD)、REBDB-854 (BD)、REbecca）
- Only You 姫咲はな（2025年5月2日、OY-004 (DVD)、OY-004B (BD)、T-NEXT）
- Best naked 姫咲はな（2025年7月28日、NAAC-031 (DVD)、NAAC-031B (BD)、Naked Actress）※DVD版とBD版でジャケット写真が異なる。

### 写真集
- 姫びらき 姫咲はな写真集（2022年12月9日、彩文館出版、撮影：ALEX WON）ISBN 978-4-7756-0658-2 ※3000部限定 豪華愛蔵版[25]
- やわらかマンゴー 姫咲はな写真集（2023年7月24日、ジーウォーク、撮影：太田清隆）ISBN 978-4-86717-594-1
- 二人きりだね 姫咲はな写真集（2024年7月25日、双葉社、撮影：塩原洋）ISBN 978-4-575-31898-2 [26]

### デジタル写真集
- 光の差す方角へ 姫咲はな（6月25日、プレステージ出版、撮影：佐藤裕之）※【グラビア写真集】と【ヌード写真集】の2種類あり。

- トリプルHAPPYキャンペーン 2022 電子ふぉとぶっく（9月2日、FANZA BEAUTY COLLECTION）※複数モデル掲載のオムニバスデジタル写真集。FANZA限定配信。
- みんなあつまれ MOODYZキャンペーン2022 Special Photo Book（11月4日、FANZA BEAUTY COLLECTION）※AVメーカー「MOODYZ」出演女優32名の撮り下ろし写真を収録したデジタル写真集。FANZA限定配信。
- 姫咲はな はなのヒメゴト vol.1 FRIDAYデジタル写真集（12月2日、講談社）
- 姫咲はな はなのヒメゴト vol.2 オール未公開100カット超完全版 FRIDAYデジタル写真集（12月2日、講談社）

- こぼれるIカップ乳 姫咲はな（1月25日、日本ジャーナル出版、撮影：SATOSHI）
- 姫咲はなヘアヌード写真集「bloom」 週刊大衆デジタル写真集NUDE：19（2月28日、講談社、撮影：篠原潔）
- れいむ 姫咲はなvol.01～vol.04（9月1日、ジーウォーク、撮影：太田清隆）

- 絶対的スーパーナチュラルポーズブック 姫咲はな（8月2日、プレステージ出版、撮影：潤）
- 絶対的セクシーポーズブック 姫咲はな（11月1日、プレステージ出版、撮影：潤）

- 絶対的透け透けテカテカポーズブック 姫咲はな（1月10日、プレステージ出版、撮影：潤）

## 製品

### アダルトグッズ
オナホール
- 日本の名器 姫咲はな（2023年2月14日、SSI JAPAN）
- KMPホール 姫咲はな（2024年12月27日、YUIRA）

ローション
- 日本のローション 姫咲はな 180ml（2023年11月28日、SSI JAPAN）

## 掲載

### 雑誌
- 月刊FANZA 2020年8月号（ジーオーティー）- インタビュー
- 実話BUNKA超タブー 2022年2月号（コアマガジン）- 本人解説袋とじ「姫咲はな 本人が教えるリアル中出しソープAVのヌキどころ」姫咲はな 本人が教えるリアル中出しソープAVのヌキどころ」
- 週刊実話 2022年8月11日号（日本ジャーナル出版）- 袋とじ「白桃はな ピーチな美裸身」
- 週刊実話 2023年1月19日号（日本ジャーナル出版）- グラビア「姫咲はな 1メートルの愛」